# Campanula
Campanula (Campanula L., 1753) è un genere di piante spermatofite dicotiledoni appartenenti alla famiglia delle Campanulaceae (sottofamiglia Campanuloideae), dall'aspetto di erbacee annuali, biennali o perenni dal tipico fiore a forma di campana.

## Etimologia
Il nome del genere deriva dalla forma a campana del fiore; in latino il vocabolo significa piccola campana. 
Dai documenti risulta che il primo ad usare il nome botanico di “Campanula” fu il naturalista belga Rembert Dodoens, vissuto fra il 1517 e il 1585. Tale termine comunque era in uso già da tempo, anche in versioni locali, in molte lingue europee: nel francese arcaico queste piante venivano chiamate “campanelles” (oggi “campanules” o “clochettes”), in tedesco vengono dette “Glockenblumen”, in inglese “bell-flower” o “Blue-bell”, in italiano “campanelle”
Dal punto di vista scientifico il nome del genere fu pubblicato per la prima volta da Carl von Linné (1707–1778), biologo e scrittore svedese, considerato padre della moderna classificazione scientifica degli organismi viventi, in "Species Plantarum – 1:. 163 1753" del 1753.

## Descrizione
Il portamento:

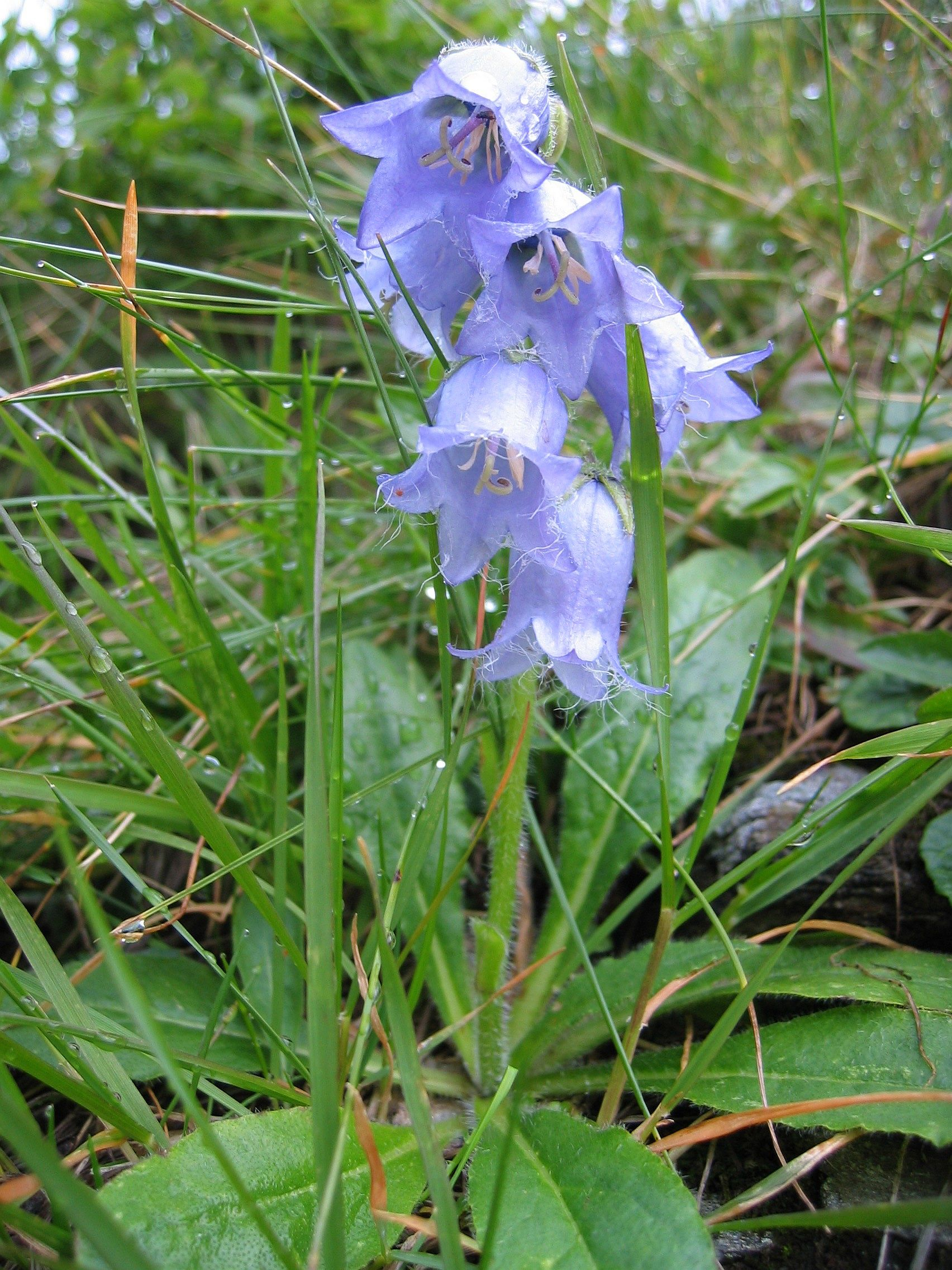
Campanula barbata
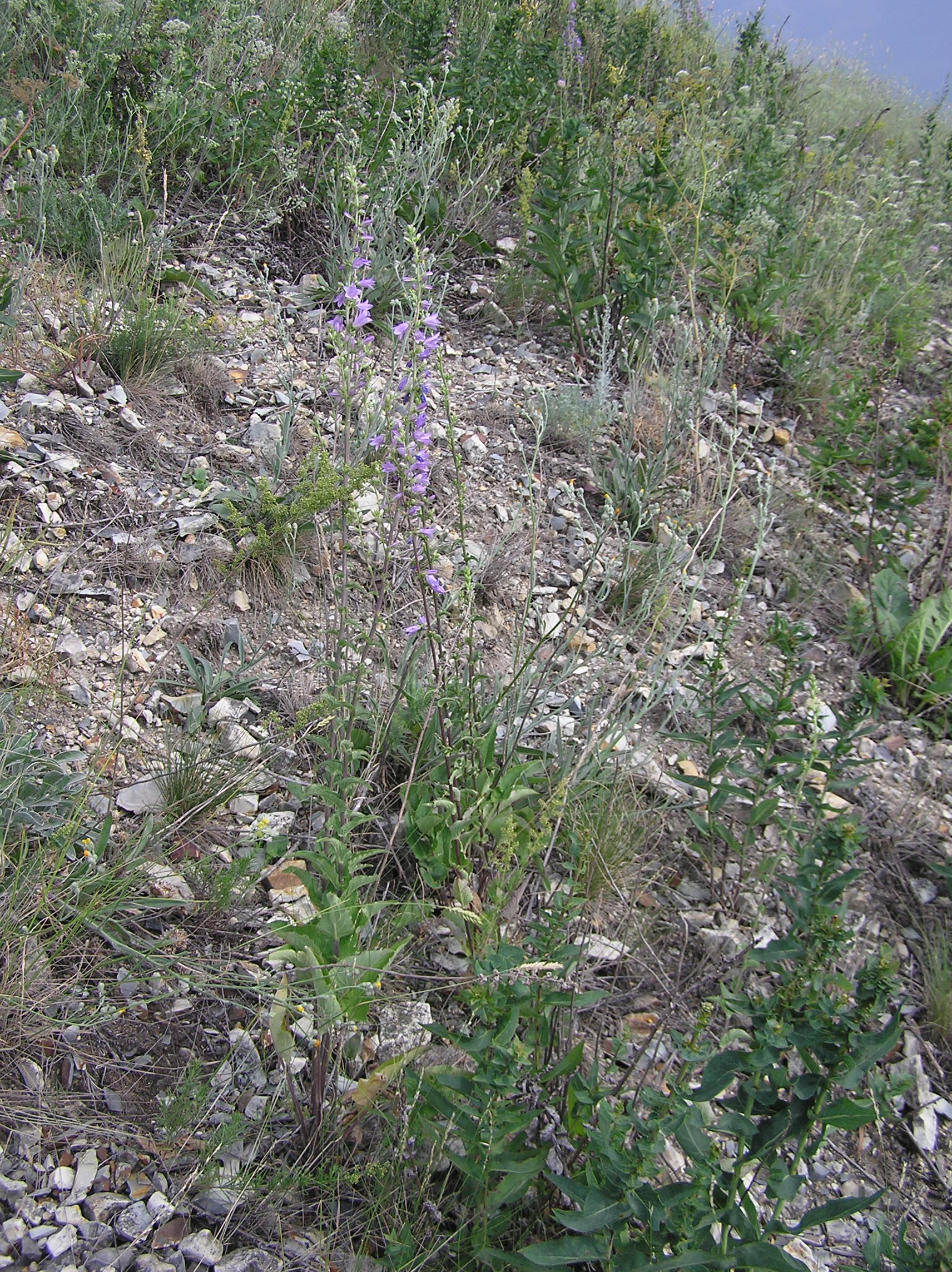
Campanula bononiensis
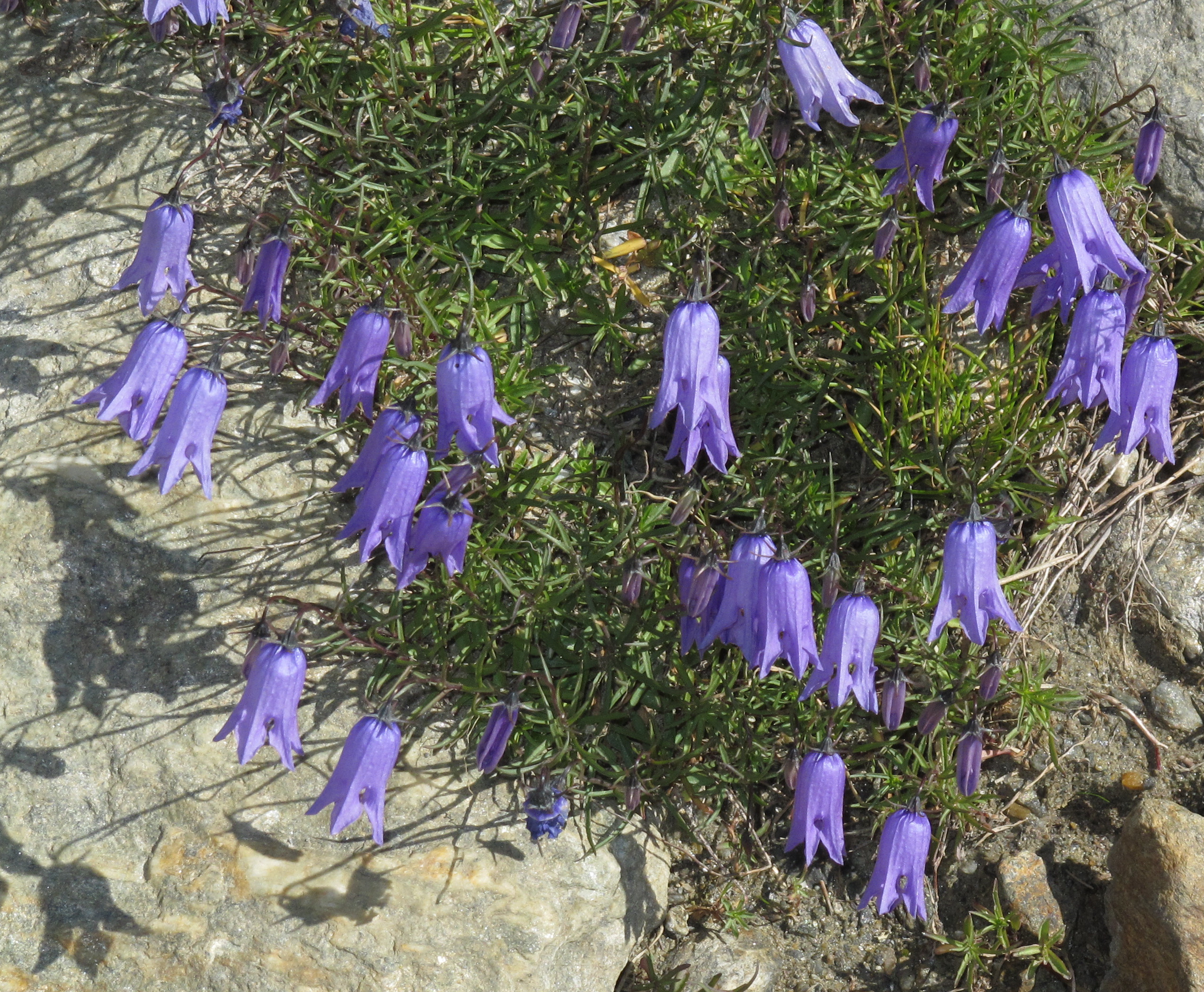
Campanula excisa
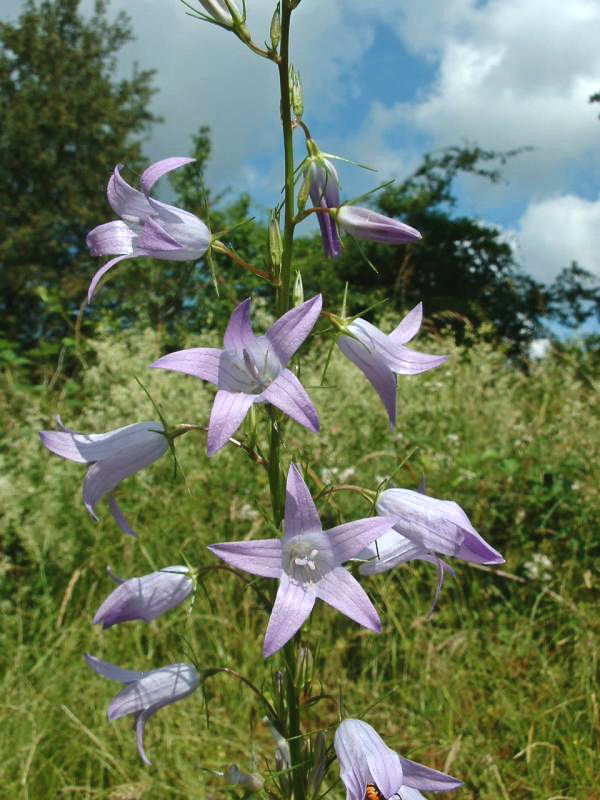
Campanula rapunculus
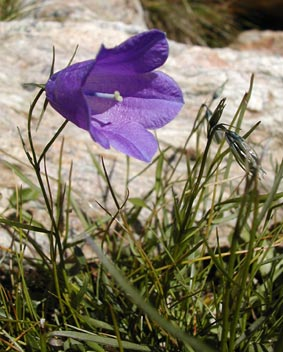
Campanula scheuchzeri

Le specie del genere Campanula sono piante erbacee, raramente legnose, normalmente perenni (esistono anche quelle annuali e bienni), alte da pochi centimetri (5 cm) fino a 2 m con portamento variabile da specie a specie. Quasi tutte contengono delle sostanze lattiginose.

### Radici
Le radici sono quasi sempre grosse, rizomatose, ricche di lattice; spesso sono commestibili.

### Fusto
Il fusto in genere è eretto, non molto foglioso e poco ramoso; quasi sempre è pubescente e a volte può essere tomentoso (raramente glabro).

### Foglie
Le foglie:

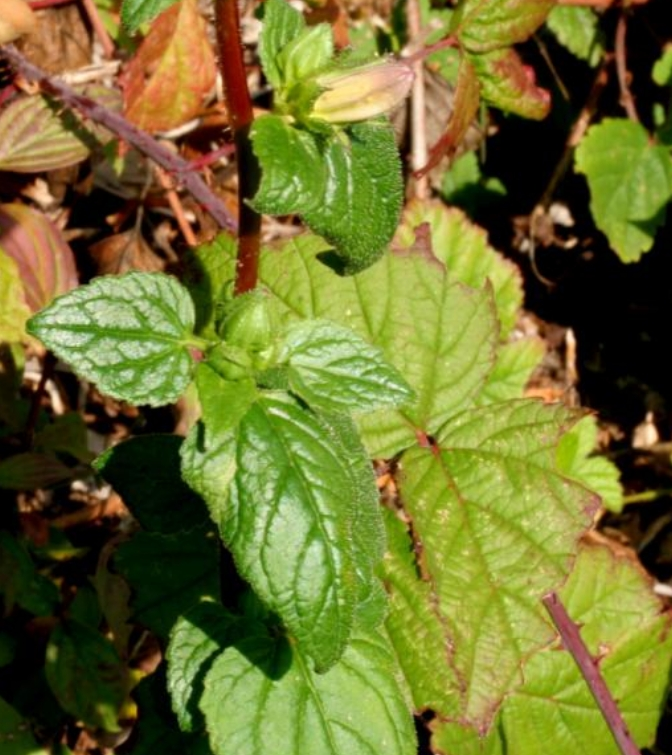
Campanula trachelium
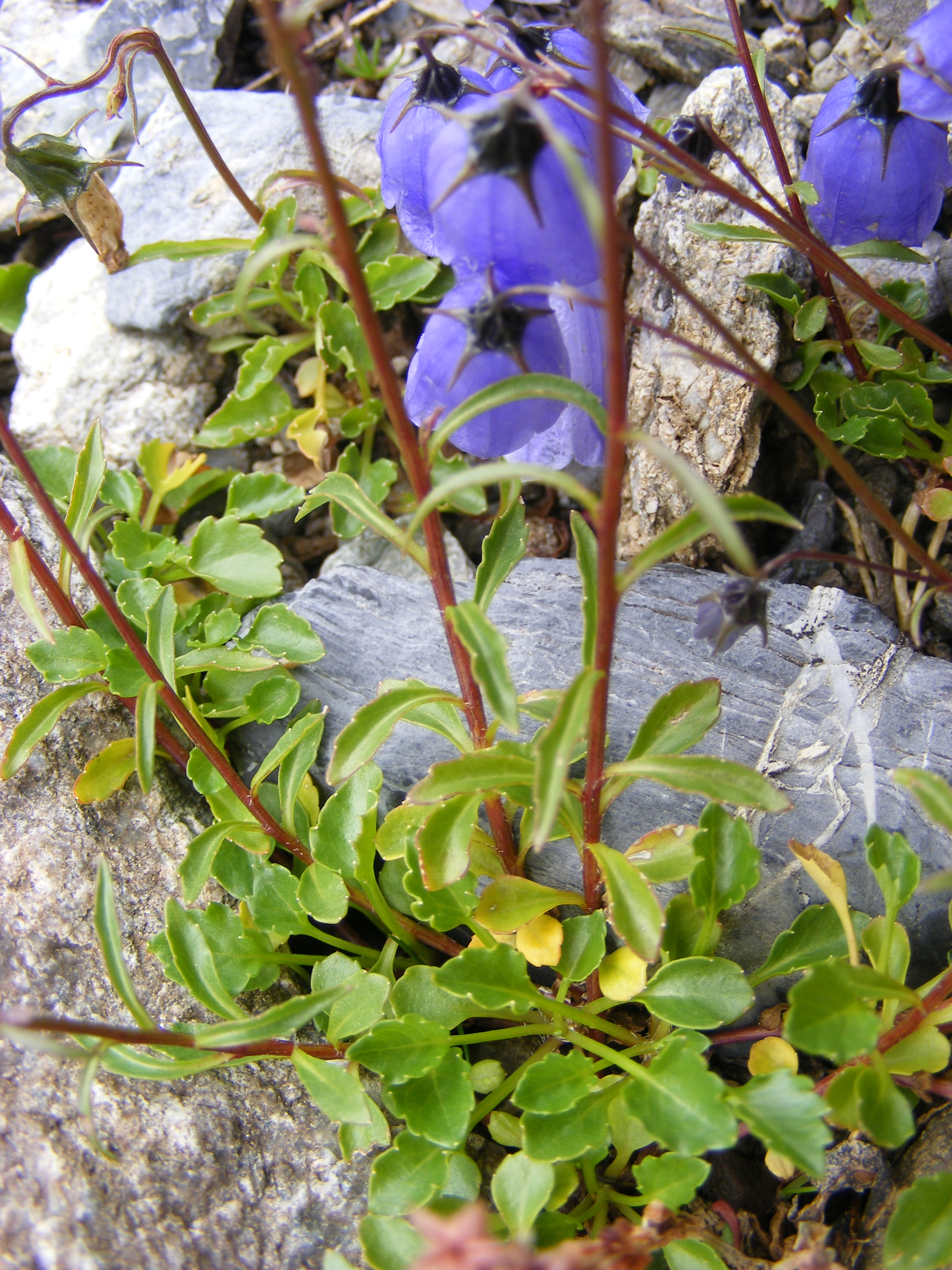
Campanula cochleariifolia
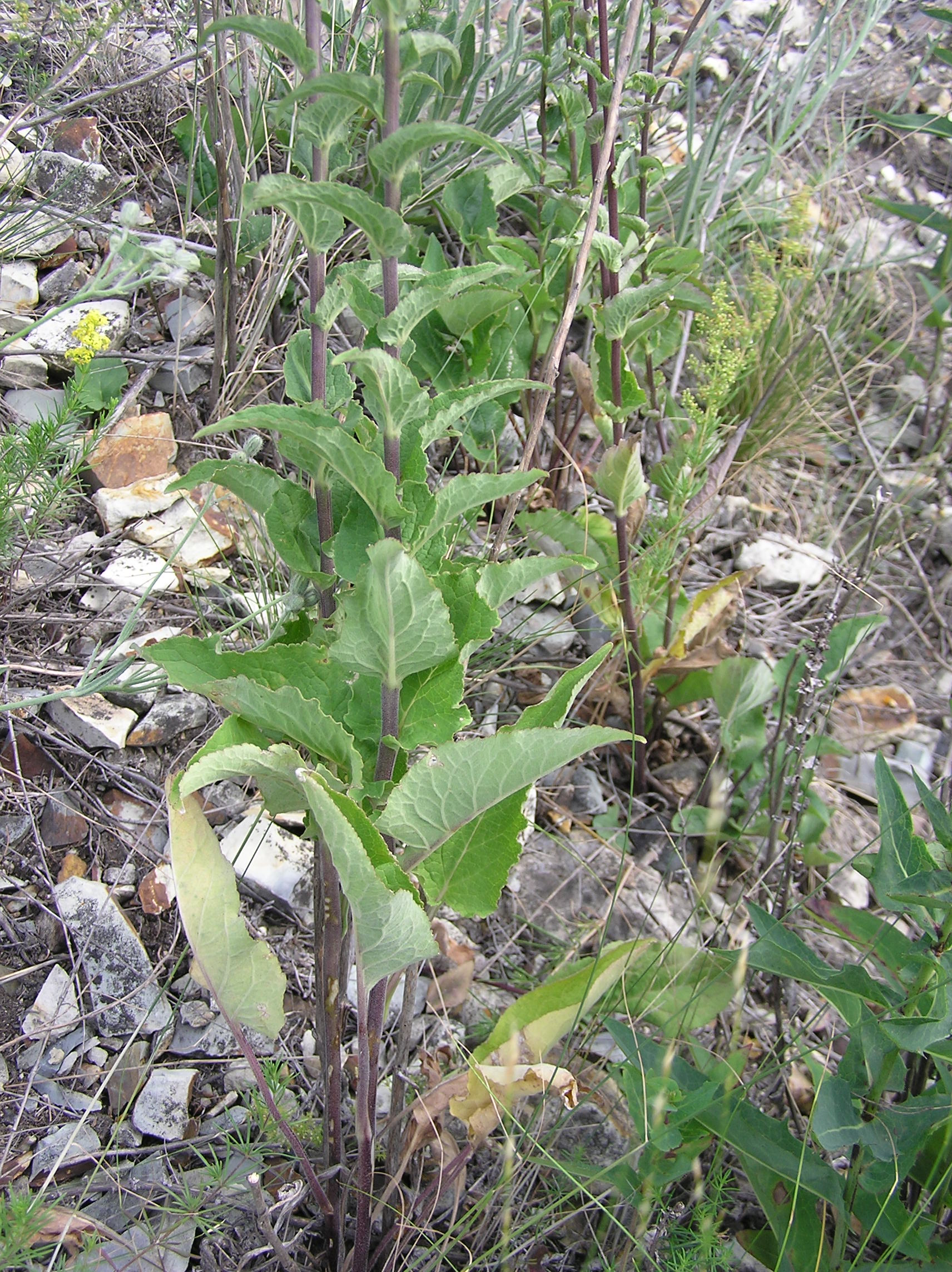
Campanula bononiensis

- Foglie basali: le foglie radicali sono più grandi di quelle cauline e sono più lungamente picciolate; spesso hanno un portamento a rosetta; a volte sono transitorie (non persistenti alla fioritura). Il margine della foglia può essere intero o dentato.
- Foglie cauline: a disposizione alterna lungo il fusto, generalmente sono più strette e con forme differenti rispetto alle radicali; verso la parte alta del fusto diventano progressivamente sessili, a volte anche amplessicauli.

## Infiorescenza
Infiorescenza:

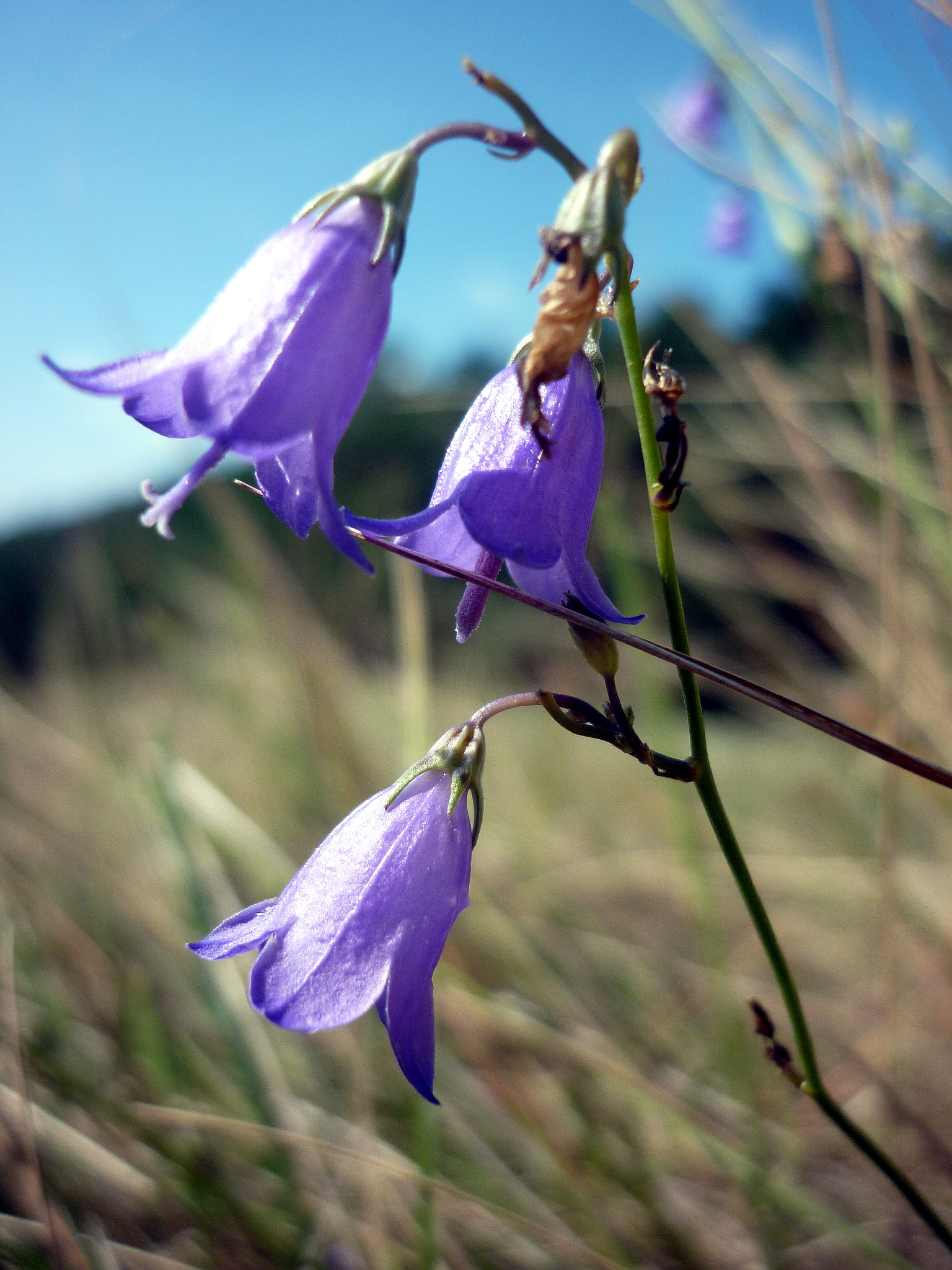
Campanula rotundifolia
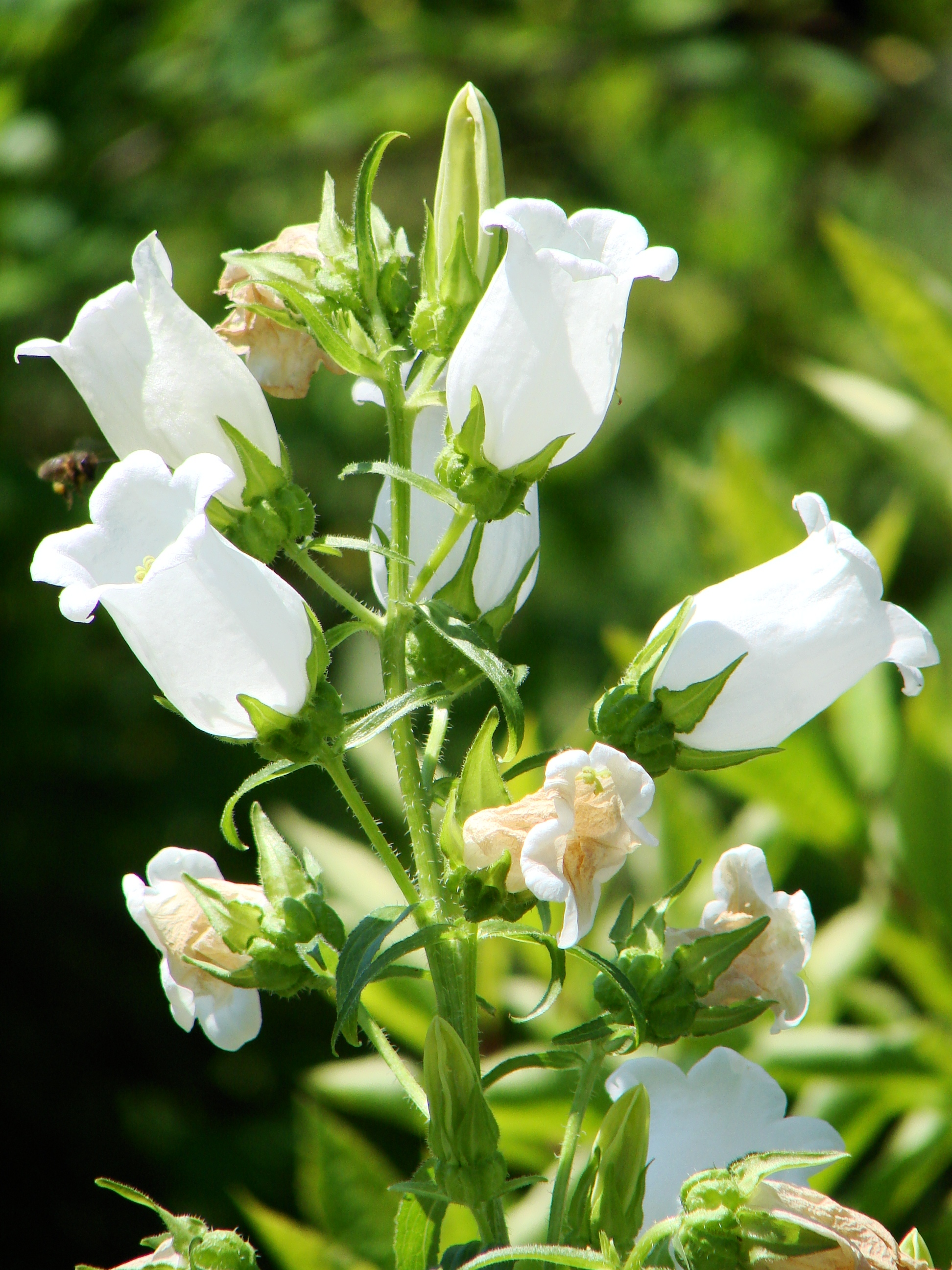
Campanula medium
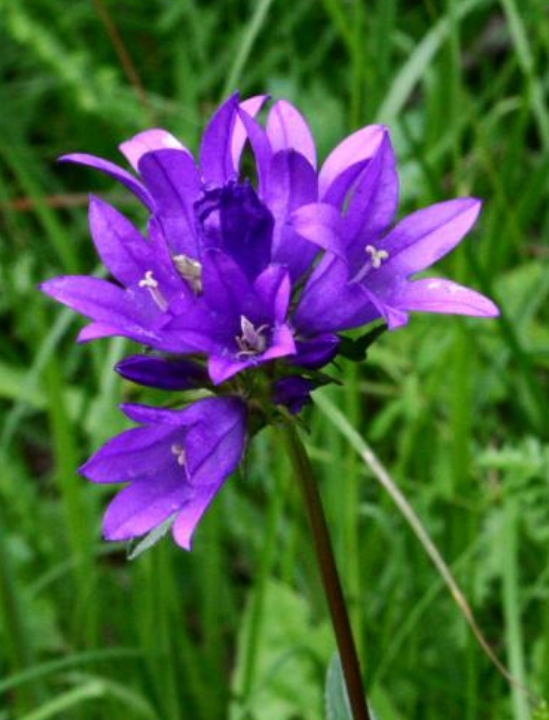
Campanula glomerata
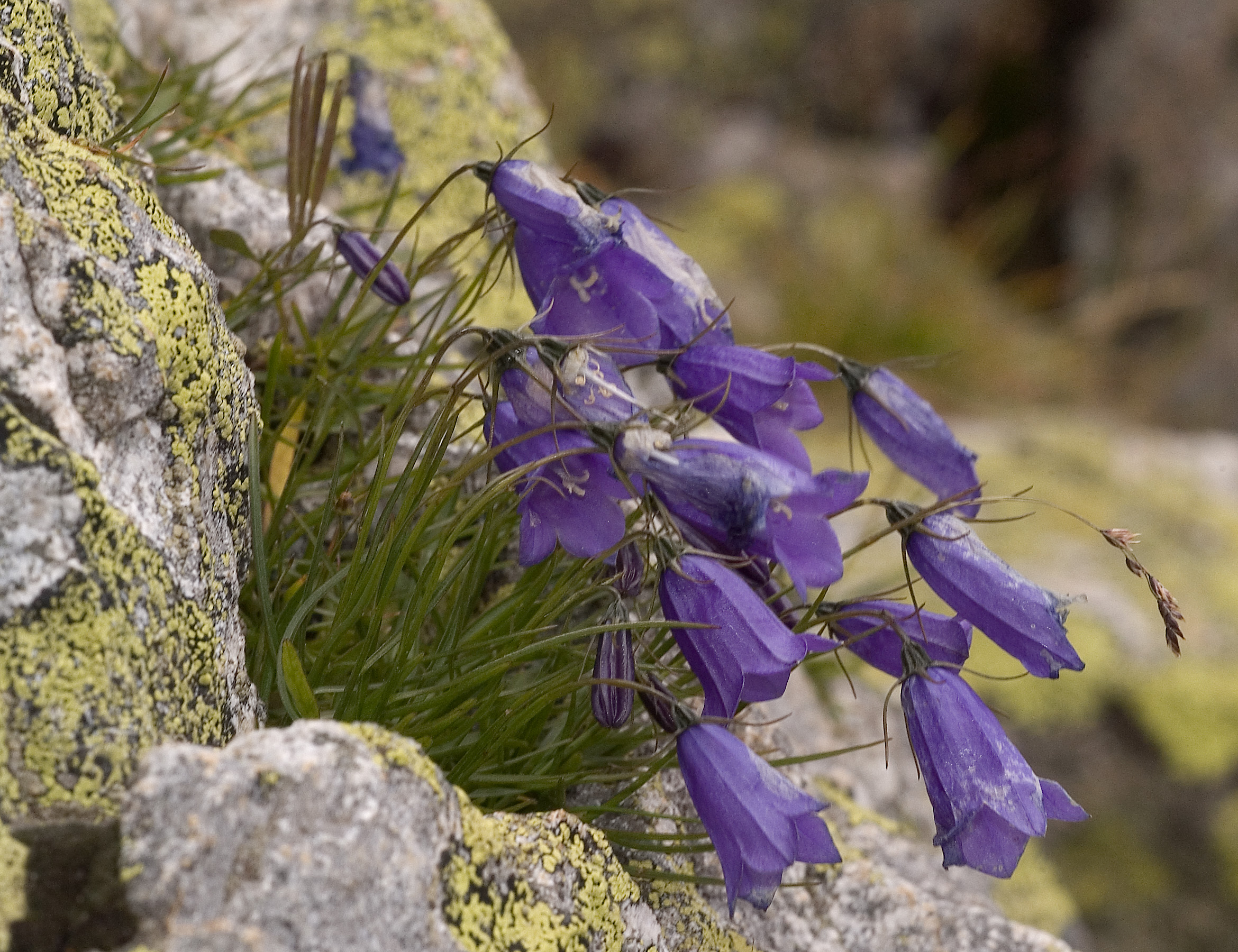
Campanula scheuchzeri
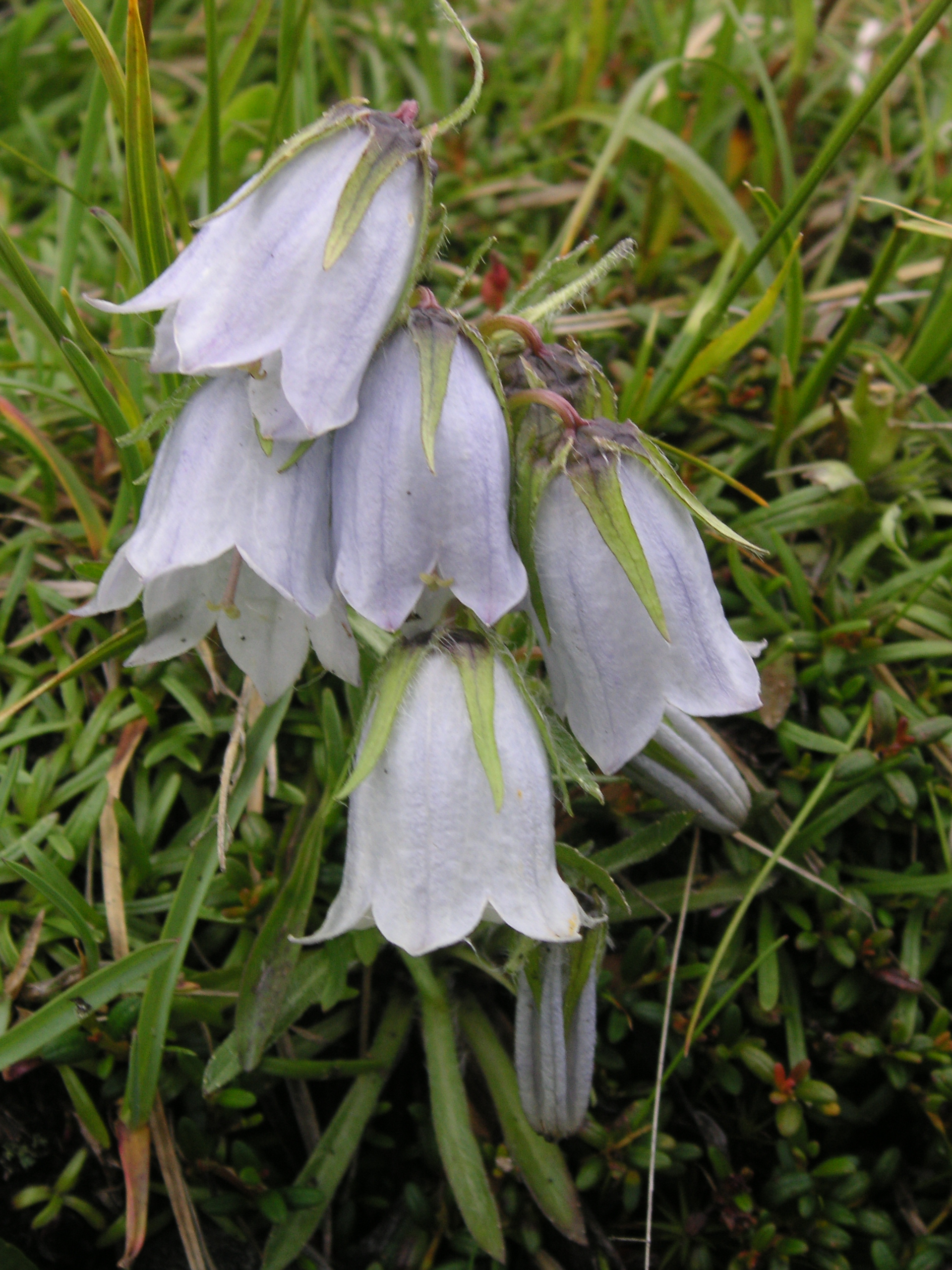
Campanula alpina
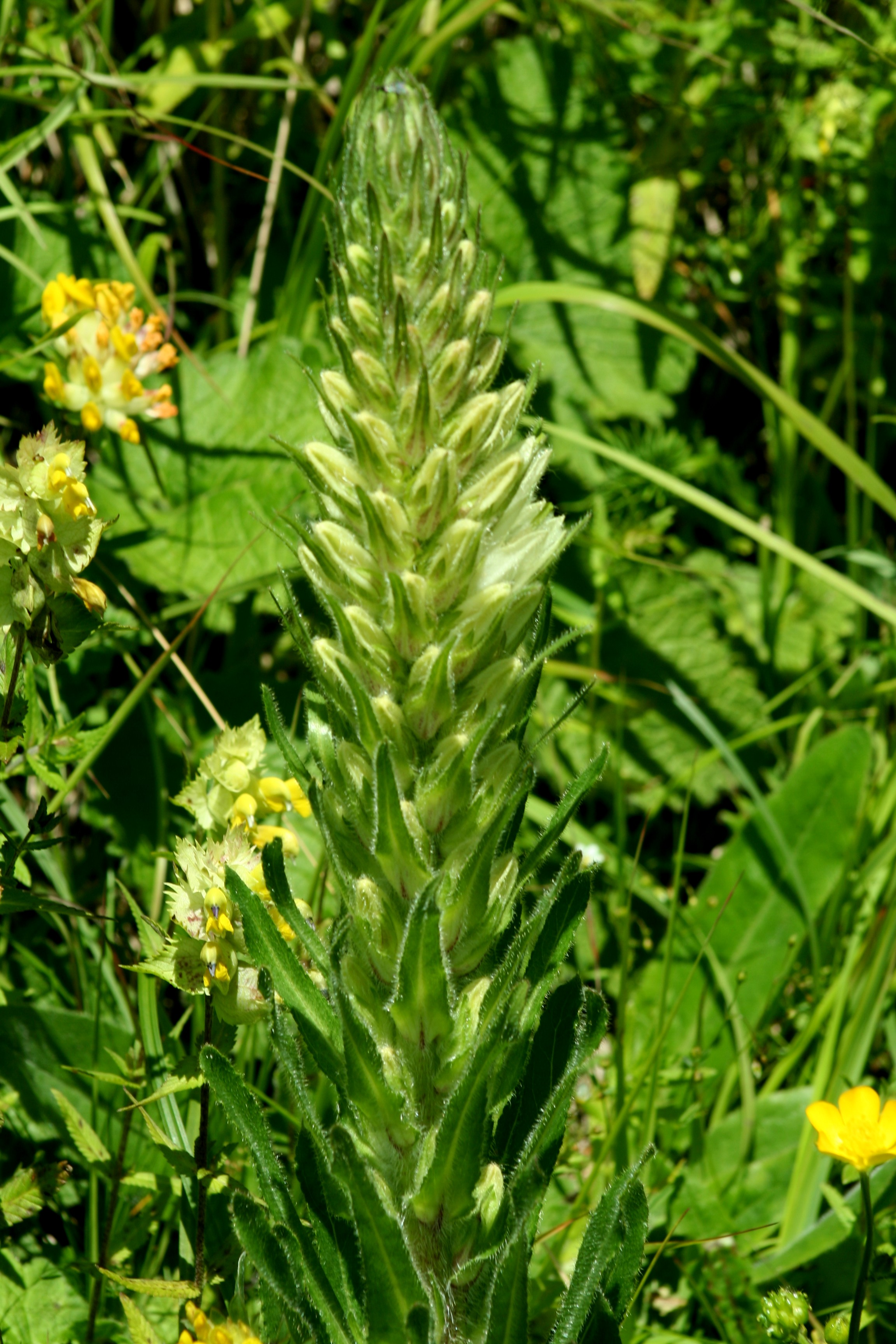
Campanula thyrsoides subsp carniolica

L'infiorescenza è ricca di fiori colorati di bianco, celeste, rosa-lilla, viola-blu, giallo, sessili o peduncolati, solitari o riuniti in racemi (lassi o densi) o spighe generalmente terminali. A volte si presentano in capolini privi di brattee.

### Fiori
I fiori:

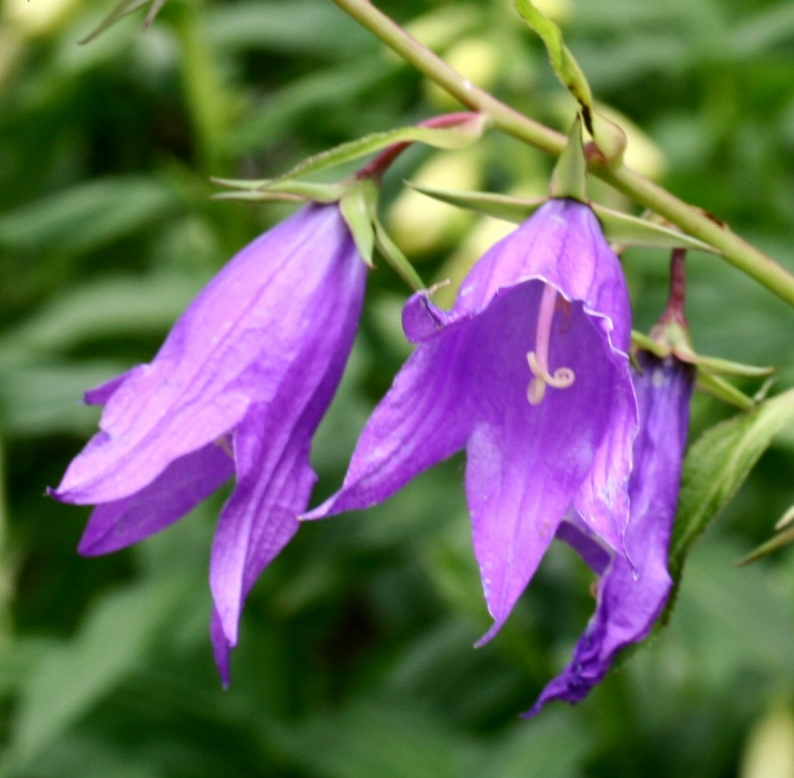
Campanula latifolia
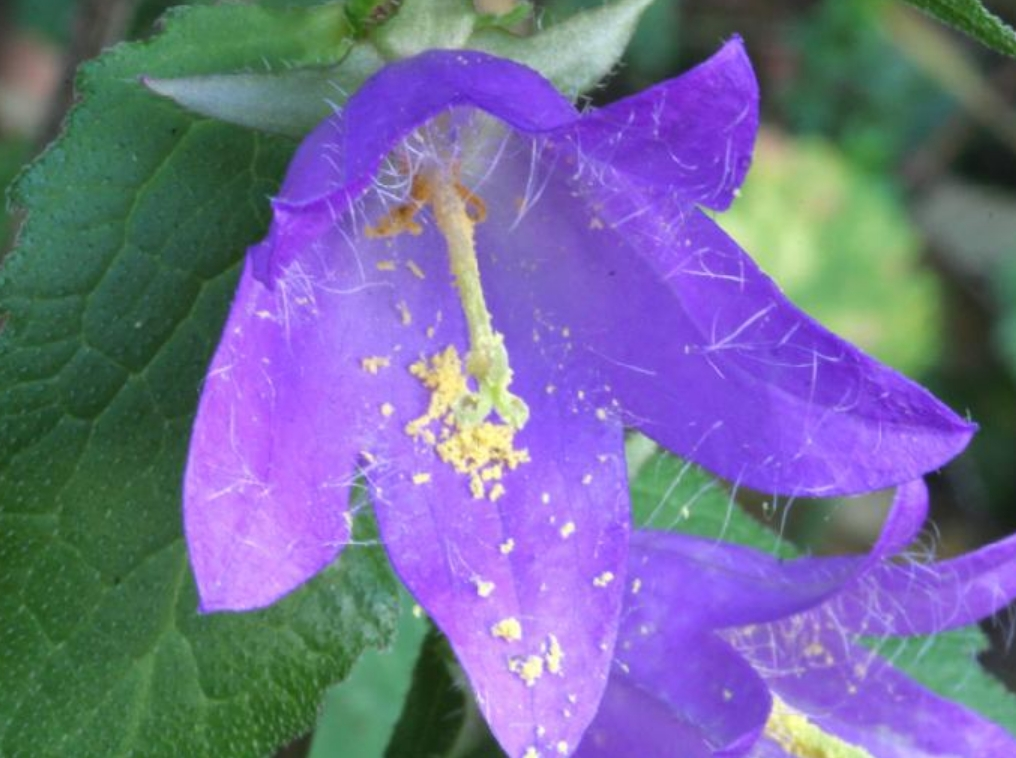
Campanula trachelium
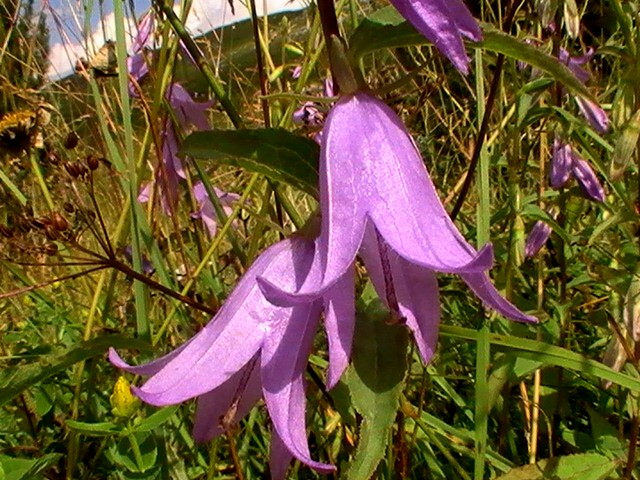
Campanula rapunculoides
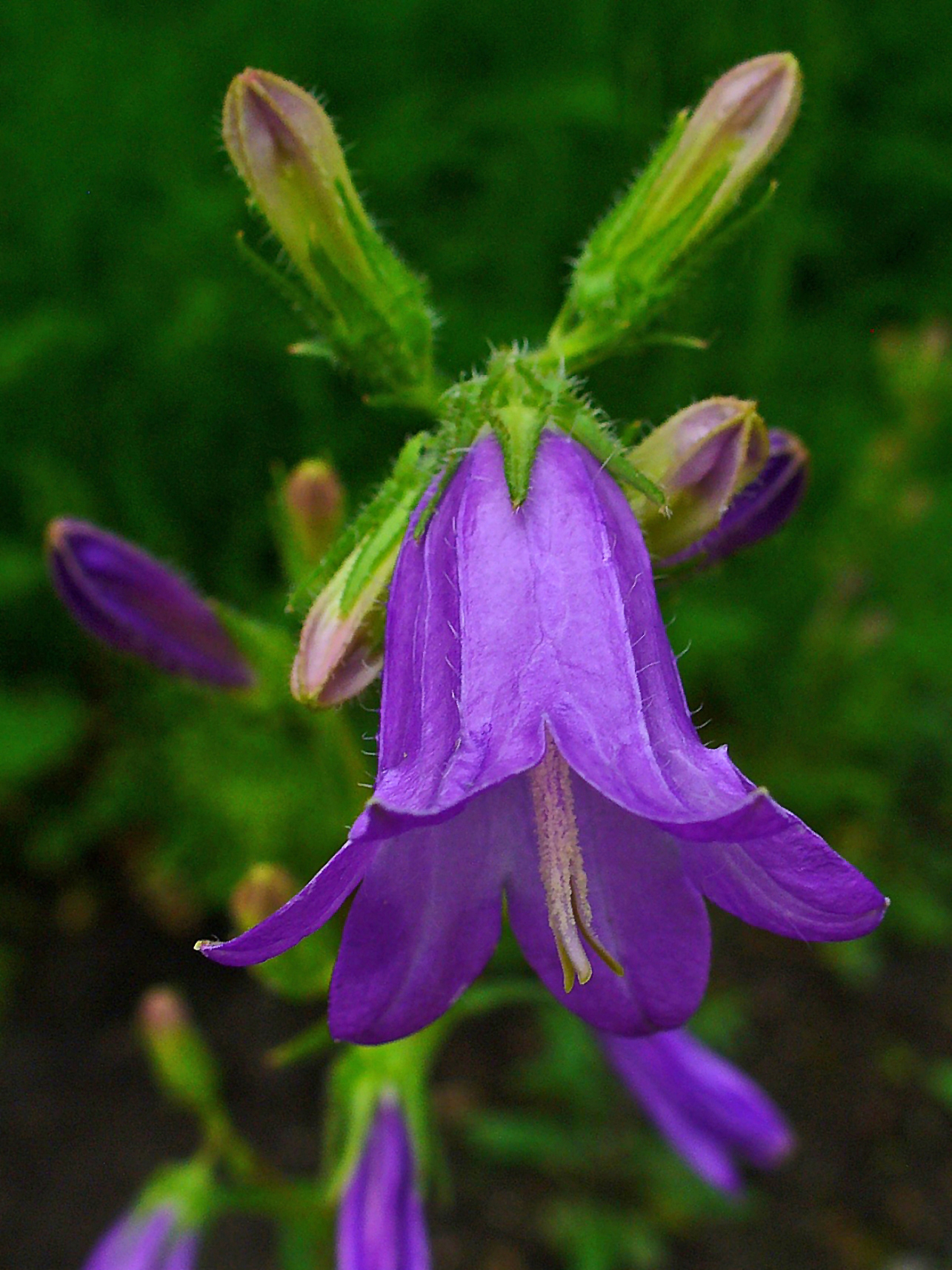
Campanula sibirica
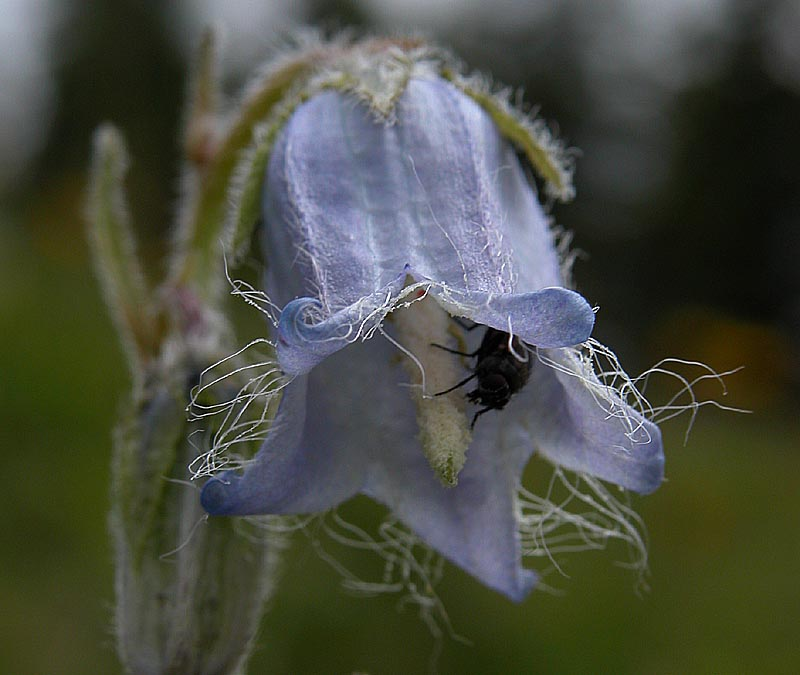
Campanula barbata

I fiori sono formati da 4 verticilli: calice – corolla – androceo – gineceo (in questo caso il perianzio è ben distinto tra calice e corolla) e pentameri (ogni verticillo ha 5 elementi). Sono gamopetali, ermafroditi e attinomorfi.
- Formula fiorale:

K (5), C (5), A (5), G (2-5), infero, capsula
- Calice: ha un tubo più o meno lungo con 5 denti (prolungamento dei sepali), il più delle volte a forma di lacinie patenti o appressate alla corolla. I sepali possono avere delle appendici fogliacee riflesse oppure no.
- Corolla: è un corpo unico (gamopetala); la forma può essere più o meno campanulata, o imbutiforme, svasata o a forma di coppa o cono; nella parte terminale ha 5 lobi (denti) o divisioni che generalmente sono più brevi del tubo corollino.
- Androceo: gli stami sono 5 liberi, a volte diseguali fra di loro; i filamenti staminali sono membranosi alla base e lievemente dilatati; le antere sono libere (raramente sono connate). Il polline è 3-porato e spinuloso.
- Gineceo: l'ovario è generalmente infero con 3 loculi opposti ai lobi calicini e senza disco (corpo carnoso ricettacolare dell'ovario); lo stilo è cilindrico, semplice e poco sporgente, mentre lo stimma è trilobo (solamente nella specie Campanula medium sono presenti 5 stimmi). Lo stilo possiede dei peli per raccogliere il polline. I dischi del nettare sono assenti.

### Frutti
I frutti sono generalmente capsule ovate, erette o pendule, contenenti numerosi semi. Le logge possono essere 3 o 5 (in C. medium) corrispondentemente all'ovario e sono deiscenti per pori (capsula poricida: i pori di deiscenza si aprono inferiormente ai denti del calice che è persistente al frutto).

## Riproduzione
La fecondazione avviene fondamentalmente attraverso l'impollinazione dei fiori. L'impollinazione avviene tramite insetti (impollinazione entomogama con api e farfalle, anche notturne). In queste piante è presente un particolare meccanismo a "pistone": le antere formano un tubo, nel quale viene rilasciato il polline raccolto successivamente dai peli dallo stilo che nel frattempo si accresce e porta il polline verso l'esterno. Nella fase della dispersione i semi, che sono molto minuti e leggeri, cadendo a terra dopo essere stati trasportati per alcuni metri dal vento (disseminazione anemocora), vengono poi dispersi soprattutto da insetti come formiche (disseminazione mirmecoria).

## Distribuzione e habitat
- Geoelemento: il bacino di origine del genere e centro di distribuzione per il resto del mondo è sicuramente la zona mediterranea (Europa con alcuni endemismi originari delle isole Canarie e Azzorre), in parte l'Asia (Caucaso, Asia Minore, Siberia, Giappone) e l'Africa (Nubia e Etiopia), ma anche le isole del Capo Verde e le regioni artiche.
- Distribuzione: la distribuzione è globale nell'emisfero boreale con estensioni nell'Africa meridionale, Asia del Sud e Messico.
- Habitat: le campanule sono considerate piante pioniere in quanto compaiono in zone particolarmente impervie, dove cresce solo il muschio, aprendo la strada ad altre specie. Hanno bisogno di terreni freschi o appena umidi. Alcune specie sono calcifughe (ad esempio la C. barbata), altre preferiscono gli scisti calcarei soleggiati (ad esempio la C. alpestris), oppure ricercano terreni ricchi di calce (come C. medium, C. thyrsoides o C. cochleariifolia). In generale non amano molto i terreni asciutti ed ombrosi.

### Distribuzione e habitat delle specie alpine italiane
Delle circa 50 specie spontanee della flora italiana buona parte vivono sull'arco alpino. La tabella seguente riporta i dati relativi all'habitat, al substrato e alla distribuzione delle principali specie o gruppi alpini:
| Specie | Comunità vegetali | Piani vegetazionali         | Substrato  | pH     | Livello trofico | H2O   | Ambiente             | Zona alpina                             |
| --- | ----------------- | --------------------------- | ---------- | ------ | --------------- | ----- | -------------------- | --------------------------------------- |
| C. alpestris | 3                 | alpino subalpino            | Ca – Ca/Si | basico | medio           | medio | C3                   | CN TO AO                                |
| C. alpina | 10                | alpino subalpino            | Ca/Si – Si | acido  | basso           | medio | F5 G1                | BL (?)                                  |
| C. barbata | 10                | alpino subalpino            | Ca – Si    | acido  | basso           | medio | F5 G1 I1             | tutto l'arco alpino                     |
| C. bononiensis | 11                | montano collinare           | Ca – Ca/Si | basico | basso           | secco | B6 F7 G4             | tutto l'arco alpino (escl. CO)          |
| C. carnica | 3                 | subalpino montano collinare | Ca         | basico | basso           | secco | C2                   | BS TN BZ BL UD                          |
| C. cenisia | 3                 | alpino                      | Ca         | basico | basso           | medio | C3                   | CN TO AO VC NO VA SO                    |
| C. cervicaria | 11                | montano collinare           | Ca – Si    | neutro | medio           | medio | F2 F7 G4             | CN VC NO SO TN UD                       |
| C. cespitosa | 3                 | alpino subalpino montano    | Ca         | basico | basso           | medio | C3                   | BZ TN VR BL UD PN VI TV                 |
| C. cochleariifolia | 3                 | alpino subalpino montano    | Ca-Ca/Si   | basico | basso           | umido | B5 F2 F3             | tutto l'arco alpino                     |
| C. elatines | 3                 | montano collinare           | Si         | acido  | basso           | secco | C2                   | CN TO                                   |
| C. elatinoides | 3                 | montano                     | Ca         | basico | basso           | arido | C2                   | CO BG BS                                |
| C. erinus | 4                 | collinare                   | Ca         | basico | alto            | arido | C2 F2                | CN TO VR                                |
| C. excisa | 3                 | alpino subalpino            | Si         | acido  | basso           | secco | C3                   | TO AO                                   |
| C. glomerata | 9                 | montano collinare           | Ca – Ca/Si | basico | medio           | secco | F2 F3 F7             | tutto l'arco alpino (escl. CO BG UD PN) |
| C. latifolia | 14                | montano                     | Ca – Ca/Si | neutro | alto            | umido | G2 I2                | tutto l'arco alpino (escl. AO BZ)       |
| C. medium | 11                | montano collinare           | Ca         | basico | medio           | secco | B2 F7 G3 G4          | IM SV CN TO                             |
| C. morettiana | 3                 | alpino subalpino            | Ca         | basico | basso           | medio | C2                   | TN BZ VR BL                             |
| C. patula | 11                | montano collinare           | Ca/Si      | neutro | medio           | medio | C2                   | tutto l'arco alpino (più o meno)        |
| C. persicifolia | 14                | montano collinare           | Ca – Ca/Si | basico | basso           | secco | B6 F7 G4 I1 I2 I3    | tutto l'arco alpino                     |
| C. petraea | 3                 | montano                     | Ca         | basico | basso           | secco | C2                   | TN VR                                   |
| C. pyramidalis | 3                 | collinare                   | Ca         | basico | basso           | arido | C2                   | UD                                      |
| C. raineri | 3                 | subalpino montano           | Ca         | basico | basso           | secco | C2                   | CO BG BS TN VI                          |
| C. ramosissima | 2                 | collinare                   | Ca – Ca/Si | basico | alto            | secco | C2 F2                | NO CO                                   |
| C. rapunculoides | 11                | montano collinare           | Ca – Si    | neutro | medio           | secco | B6 F2 F7 G4          | tutto l'arco alpino                     |
| C. rapunculus | 11                | montano collinare           | Ca – Ca/Si | basico | medio           | secco | F7 G4                | tutto l'arco alpino                     |
| C. rhomboidalis | 11                | subalpino montano           | Ca – Si    | neutro | alto            | medio | F3                   | CN TO AO VC NO                          |
| C. rotundifolia | 9                 | montano collinare           | Ca – Si    | neutro | basso           | secco | F2 F4 F5 F7 G4 I1 I2 | tutto l'arco alpino                     |
| C. sabatia | 3                 | collinare                   | Ca         | basico | basso           | arido | C3                   | SV IM                                   |
| C. scheuchzeri | 10                | alpino subalpino            | Ca – Si    | neutro | medio           | medio | F3 F5 G2             | tutto l'arco alpino                     |
| C. sibirica | 9                 | collinare                   | Ca         | basico | basso           | arido | F2                   | TO BG BS TN UD                          |
| C. spicata | 9                 | montano collinare           | Ca – Si    | neutro | basso           | arido | F2                   | tutto l'arco alpino                     |
| C. trachelium | 14                | montano collinare           | Ca – Si    | neutro | medio           | medio | B6 I2 I3             | tutto l'arco alpino                     |
| C. thyrsoides | 10                | alpino subalpino            | Ca         | basico | medio           | secco | F5                   | CN TO AO SO BZ                          |
| Legenda e note alla tabella. Substrato con “Ca/Si”: si intendono rocce di carattere intermedio (calcari silicei e simili); vengono prese in considerazione solo le zone alpine del territorio italiano (sono indicate le sigle delle province). Comunità vegetali: 2 = comunità terofitiche pioniere nitrofile; 3 = comunità delle fessure, delle rupi e dei ghiaioni; 4 = comunità pioniere a terofite e succulente; 9 = comunità a emicriptofite e camefite delle praterie rase magre secche; 10 = comunità delle praterie rase dei piani subalpino e alpino con dominanza di emicriptofite; 11 = comunità delle macro- e megaforbie terrestri; 14 = comunità forestali. Ambienti: B2 = ambienti ruderali, scarpate; B5 = rive, vicinanze di corsi d'acqua; B6 = tagli rasi forestali, schiarite, strade forestali; B7 = parchi, giardini, terreni sportivi; C1 = ambienti sabbiosi, affioramenti rocciosi; C2 = rupi, muri e ripari sotto roccia; C3 = ghiaioni, morene e pietraie; F2 = praterie rase, prati e pascoli dal piano collinare al subalpino; F3 = prati e pascoli mesofili e igrofili; F5 = praterie rase subalpine e alpine; F7 = margini erbacei dei boschi; G1 = lande e popolamenti a lavanda; G2 = praterie rase dal piano collinare a quello alpino; G4 = arbusteti e margini dei boschi; H1 = ontaneti verdi, saliceti subalpini; H2 = boscaglie di pini montani; H4 = arbusteti, siepi, margini di boschi; I1 = boschi di conifere; I2 = boschi di latifoglie; I3 = querceti submediterranei. |                   |                             |            |        |                 |       |                      |                                         |

## Tassonomia
La famiglia di appartenenza (Campanulaceae) è relativamente numerosa: 89 generi per oltre 2000 specie (sul territorio italiano si contano una dozzina di generi per un totale di circa 100 specie); comprende erbacee ma anche arbusti, distribuiti in tutto il mondo, soprattutto nelle zone temperate. Il genere di questa voce appartiene alla sottofamiglia Campanuloideae (una delle cinque sottofamiglie nella quale è stata suddivisa la famiglia Campanulaceae) comprendente circa 50 generi. Il genere Campanula a sua volta comprende 449 specie (51 nella flora italiana) a distribuzione soprattutto circumboreale.

Il Sistema Cronquist assegna al genere Campanula la famiglia delle Campanulaceae e l'ordine delle Campanulales, mentre la moderna classificazione APG la colloca nell'ordine delle Asterales (stessa famiglia). Sempre in base alla classificazione APG IV sono cambiati anche i livelli superiori (vedi tabella all'inizio a destra).
La classificazione tassonomica storica del genere Campanula è la seguente:
- Genere Campanula definita da Carl von Linnè nel 1753.
- Sottotribù Campanulinae definita da R. Schonland in Engl. & Prantl nel 1889.
- Tribù Campanuleae definita da Barthélemy Charles Joseph Dumortier (1797-1878) in una pubblicazione del 1827.
- Sottofamiglia Campanuloideae definita da Gilbert Thomas Burnett (1800-1835) in una pubblicazione del 1835.
- Famiglia Campanulaceae definita da Antoine-Laurent de Jussieu (1748-1836) in una pubblicazione del 1789 (secondo altri testi, da Michel Adanson nel 1763).

Il numero cromosomico delle specie di questo genere è molto variabile: da 2n = 14 a 2n = 102.
A gennaio 2021 per il genere di questa voce sono state classificate 449 specie.

### Filogenesi

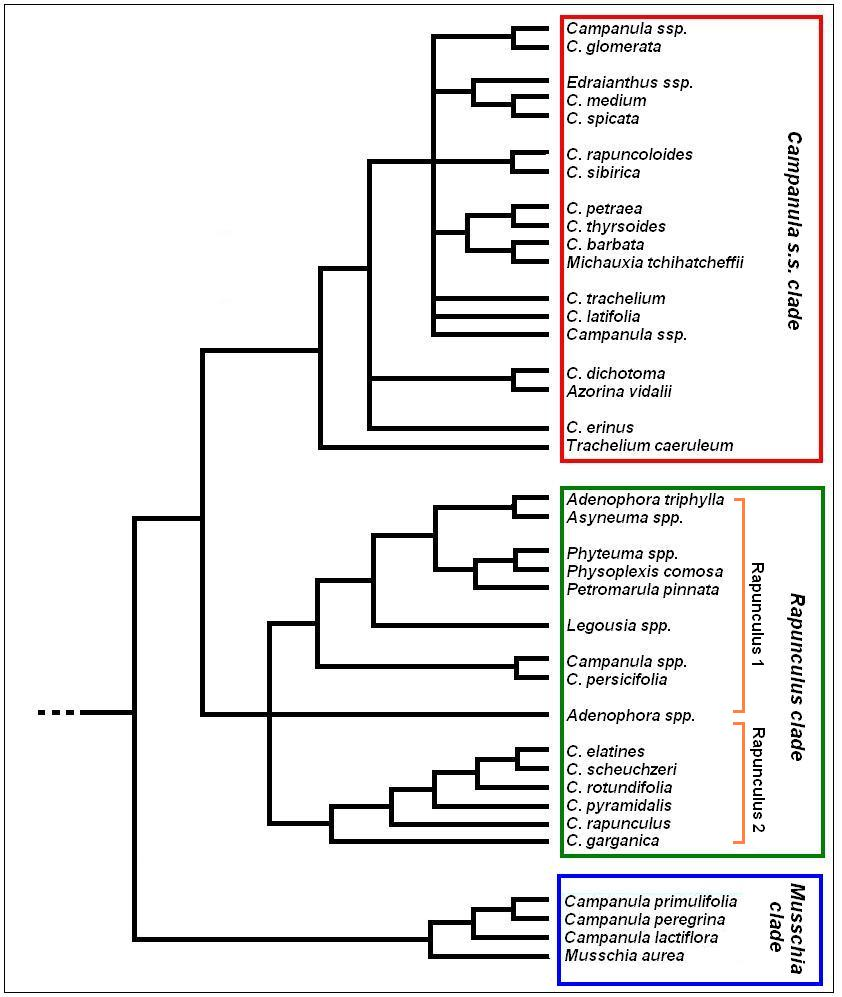
Cladogramma del genere

Storicamente la sistematica all'interno del genere Campanula si basa su alcune caratteristiche morfologiche, quali la forma delle foglie, la struttura esterna del fiore oppure la presenza o no nel calice di appendici fogliacee riflesse, ma anche caratteristiche biologiche in genere come la posizione di deiscenza della capsula: superiore, al centro o inferiore; oppure su come un frutto libera i suoi semi: per pori, per fenditure o altro. In base a questi e altri caratteri si usa dividere il genere in quattro sezioni principali:
- Sezione I: specie con calice provvisto di appendici fogliacee riflesse (C. medium – C. barbata – ecc.).
- Sezione II: specie con fiori sessili riuniti o no in capolini, spighe o glomeruli (C. glomerata – C. thyrsoides – C. spicata – ecc.).
- Sezione III: specie con fiori pedicellati (peduncolo) e capsule pendule (C. latifolia – C. rapunculoides – C. trachelium – ecc.).
- Sezione IV: specie con fiori pedicellati (peduncolo) e capsule erette (C. cenisia – C. garganica – C. patula – C. rapunculus – C. persicifolia – ecc.).

La circoscrizione e la classificazione infragenerica di Campanula e molto controversa. Attualmente in base a ricerche di tipo filogenetico sul DNA del cloroplasto e del nucleo si è cercato di fare luce sulla classificazione interna di questo genere certamente non monofiletico. L'esame di diversi campioni del Nord America (circa il 75% delle specie presenti in questo territorio) ha individuato due cladi principali: Campanula s.s. clade (distribuzione principale: Nord Africa, Europa e Macaronesia) e Rapunculus clade (distribuzione principale: Nord America, Mediterraneo e Est asiatico), all'interno del quale sono annidati altri due sub-cladi (Rapunculus 1 e Rapunculus 2). I dati raccolti sul suolo nordamericano confermano più o meno precedenti studi analoghi fatti su campioni europei. Questi ultimi includono anche un piccolo clade Musschia clade affine alle campanule e comprendente la Campanula primulifolia Brot. (sinonimo: C. alata Desf.), Campanula peregrina L., Campanula lactiflora M. Bieb. e Musschia aurea (L. f.) Dumort.. I due cladi principali comprendono diverse specie attualmente descritte in generi diversi da Campanula: Edraianthus, Michauxia, Azorina e Trachelium in Campanula s.s. clade; Asyneuma, Phyteuma, Legousia e altri in Rapunculus clade. 
Per risolvere il problema della tassonomia, sono state proposte alcune soluzioni: una prevede di considerare come sinonimi tutti i generi che rientrano nei tre cladi sopra descritti (Campanula s.s. clade – Rapunculus clade – Musschia clade); in questo caso il genere sarebbe monofiletico. Un'altra proposta è quella di lasciare nel genere Campanula solamente il clado Campanula s.s. e ascrivere le altre specie a generi diversi. In tutti i casi l'attuale tassonomia del genere Campanula andrebbe stravolta.
Il cladogramma a lato, tratto dallo studio citato e semplificato (della Campanula sono descritte solamente le specie presenti sul territorio italiano), dimostra chiaramente l'attuale parafilia del genere.

### Specie presenti in Italia
Sul territorio italiano sono presenti le seguenti specie di Campanula:
| Nome scientifico – Autore Nome comune                        | Breve descrizione | Altezza cm | Forma biologica                     | Corologia                         | Habitat                                       | Distribuzione                                         | Altitudine m s.l.m. |
| ------------------------------------------------------------ | --- | ---------- | ----------------------------------- | --------------------------------- | --------------------------------------------- | ----------------------------------------------------- | ------------------- |
| C. alpestris All. Campanula occidentale                      | L'infiorescenza si presenta con un solo fiore per fusto; la corolla è lunga da 30 a 45 mm. | 3-10       | H scap (perenne)                    | Subendemico                       | Detriti fini e ghiaie                         | Nord (rara)                                           | tra 2000 e 2800     |
| C. alpina Jacq. Campanula alpina                             | L'infiorescenza è formata da numerosi fiori raccolti in racemo; la corolla è lunga da 15 a 20 | 10-20      | H scap (perenne)                    | Orofita – Sud Est Europeo         | Pascoli calcarei                              | Nord – Alpi Bellunesi (rara)                          | tra 1000 e 2000     |
| C. barbata L. Campanula barbata                              | La corolla ha i margini vistosamente cigliati | 10-40      | H scap (perenne)                    | Alpico                            | Pascoli alpini e subalpini su suolo acido     | Nord (comune)                                         | tra 1200 e 2600     |
| C. bononiensis L. Campanula bolognese                        | La parte inferiore delle foglie è biancastra-tomentosa; la forma dell'infiorescenza è piramidale | 40-70      | H scap (perenne)                    | Centro Europeo – Sud Siberiano    | Boscaglie e cedui                             | Nord/Centro (comune)                                  | fino a 1400         |
| C. carnica Mert. & W. D. J. Koch Campanula della Carnia      | Le foglie cauline sono strettamente lineari; il calice ha delle lunghe lacinie; le corolle sono allungate. | 10-40      | H scap (perenne)                    | Subendemico                       | Rupi calcare ombrose (su silice)              | Nord (comune)                                         | tra 200 e 2200      |
| C. cenisia L. Campanula del Moncenisio                       | I denti del calice sono interi; la corolla è lunga 10–15 mm. | 2-10       | H scap (perenne)                    | Ovest Alpico                      | Morene, pietraie, creste e rupi calcaree      | Nord Ovest (rara)                                     | tra 2000 e 3800     |
| C. cervicaria L. Campanula ruvida                            | L'infiorescenza è formata da capolini raccolti in gruppi | 20-70      | H scap (perenne)                    | Europeo                           | Pascoli aridi e boscaglie                     | Nord e Centro (rara)                                  | fino a 1400         |
| C. cespitosa Scop. Campanula cespugliosa                     | Le foglie basali formano delle dense rosette ed hanno delle forme rombiche con bordi dentati | 10-20      | H scap (perenne)                    | Endemico – Est Alpico             | Rupi e ghiaie umide                           | Nord Est (comune)                                     | tra 300 e 3000      |
| C. cochleariifolia Lam. Campanula dei ghiaioni               | La corolla è pendula su brevi fusti | 5-15       | H scap (perenne)                    | Orofita – Sud Europeo             | Ghiaioni e macereti                           | Nord/Centro (comune)                                  | tra 800 e 3000      |
| C. dichotoma L. Campanula dicotoma                           | L'infiorescenza è fogliosa con corolle a tubo cilindrico e denti patenti | 8-12       | T scap (annua)                      | Steno Mediterraneo – Occidentale  | Incolti, muri, vie e massicciate              | Sud e Sicilia (comune)                                | fino a 1300         |
| C. elatines L. Campanula piemontese                          | La pianta ha un habitus glabro o sparsamente peloso; il fusto, legnoso alla base e quindi erbaceo, ha un portamento prostrato o pendulo; i denti del calice sono ripiegati. | 10-20      | H scap (perenne)                    | Endemico                          | Rupi su gneis e granito                       | Piemonte (rara)                                       | tra 300 e 1800      |
| C. elatinoides Moretti Campanula dell'Insubria               | La pianta ha un habitus bianco-lanoso; il fusto, a consistenza più o meno carnosa, ha un portamento eretto o ascendente; i denti del calice sono stretti. | 10-20      | H scap (perenne)                    | Endemico                          | Rupi calcaree                                 | Lombardia (comune)                                    | tra 200 e 1900      |
| C. erinus L. Campanula minore                                | I fusti hanno un portamento dicotomico, spesso sono prostrato-ascendenti; la corolla è lunga 3–5 mm con un tubo allungato; la deiscenza della capsula è alla base. | 5-25       | T scap (annua)                      | Steno Mediterraneo                | Muri, rupi ombrose e oliveti                  | Tutto il territorio (comune)                          | fino a 800          |
| C. excisa Murith Campanula incisa                            | Le foglie cauline sono lineari; la campanula è incisa fino ad ⅓ in lacinie ovali. | 5-12       | H scap (perenne)                    | Subendemico                       | Pietraie, rupi silicee                        | Nord Est (comune)                                     | tra 1200 e 2500     |
| C. foliosa Ten. Campanula meridionale                        | La lamina delle foglie inferiori è 1,3-1,6 volte più lunga che larga e i bordi sono seghettati; la forma dei denti del calice è lesiniforme. | 20-40      | H scap (perenne)                    | Orofita – Sud Est Europeo         | Prati montani                                 | Sud – isole escluse (rara)                            | tra 1000 e 1800     |
| C. garganica Ten. Campanula del Gargano                      | I fusti principali terminano in rosette sterili, all'ascella delle quali sono inseriti lateralmente i fusti fioriferi; le foglie inferiori sono persistenti e sono più grandi di quelle superiori; l'infiorescenza è formata da pochi fiori; i denti del calice sono stretti (1-2,8 mm). | 10-20      | H scap (perenne)                    | Endemico                          | Rupi calcaree e vecchi muri                   | Puglia (comune)                                       | fino a 800          |
| C. glomerata L. Campanula agglomerata                        | L'infiorescenza è formata da capolini raccolti in gruppi; la lamina delle foglie inferiori è 2-4 volte più lunga che larga e i bordi sono crenulati; la forma dei denti del calice è lanceolata.                                                                                         | 40-70      | H scap (perenne)                    | Eurasiatico                       | Prati aridi e boscaglie                       | È comune ovunque (isole escluse)                      | fino a 1500         |
| C. isophylla Moretti Campanula di Capo Noli                  | I fusti fioriferi sono centrali rispetto alle rosette fogliari; le foglie inferiori sono più piccole di quelle superiori e scompaiono alla fioritura; l'infiorescenza è formata da numerosi fiori raccolti in pannocchia corimbosa; i denti del calice sono larghi 3–4 mm.               | 10-40      | Ch suffr (perenne)                  | Endemico                          | Rupi calcari                                  | Liguria (comune)                                      | fino a 400          |
| C. justiniana Witasek Campanula di Justin                    | Il fusto è semplice, con boccioli eretti, corolla lunga 14–18 mm e antere lunghe il triplo del filamento. | 10-20      | H scap (perenne)                    | Endemico                          | Rupi calcari ombrose                          | Friuli Venezia-Giulia (rara)                          | tra 150 e 2000      |
| C. latifolia L. Campanula maggiore                           | I fiori sono eretti e disposti in lunghi grappoli a forma di spiga; le foglie basali hanno la base subcordata e scompaiono alla fioritura, le altre hanno forme arrotondate o sono ristrette alla base; la corolla ha dimensioni maggiori di 15 mm × 40 mm.                              | 50-120     | H scap (perenne)                    | Europeo – Caucasico               | Boschi misti di latifoglie, cedui e boscaglie | Parte continentale (rara)                             | tra 500 e 1500      |
| C. lingulata Waldst. & Kit. Campanula con foglie a linguetta | L'infiorescenza è formata da fiori sessili disposti in fascetto apicale. | 20-30      | H bienn (bienne)                    | Sud Est Europeo                   | Pascoli e boscaglie                           | Campania (rarissima)                                  | fino a 1000         |
| C. medium L. Campanula toscana                               | Le foglie sono lanceolate (spatolate quelle basali e sessili quelle cauline); i suoi fiori, pochi e isolati, dal colore violetto – bluastro, sono penduli e molto vistosi. | 20-60      | H bienn (bienne)                    | Orofita – Nord Ovest Mediterraneo | Pendii cespugliosi, pietraie e frane          | Nord-Ovest (rara)                                     | fino a 1500         |
| C. morettiana Rchb. Campanula di Moretti                     | L'infiorescenza è formata da 1-2 fiori con portamento prostrato; le foglie sono ispide. | 40-60      | H scap (perenne)                    | Endemico                          | Rupi verticali compatte                       | Nord Est (rara)                                       | tra 1700 e 2400     |
| C. patula L. Campanula bienne                                | Le radici sono sottili; i peduncoli dei fiori hanno delle brattee inserite dalla metà in poi. | 30-70      | H bienn (bienne)                    | Eurasiatico                       | Prati, cespuglieti e radure                   | Nord (comune)                                         | tra 300 e 1800      |
| C. persicifolia L. Campanula con foglie di pesco             | Forma dei cespi radicali ramosi e un po' striscianti; le foglie cauline sono linenari – lanceolate molto strette e simili a quelle del pesco (da qui il nome della specie). I fusti sono pauciflori, mentre i fiori sono a forma di campana ampia di colore azzurro violaceo.            | 50-80      | H scap (perenne)                    | Eurasiatico                       | Boschi chiari, cedui, boscaglie e cespuglieti | È comune ovunque (Sicilia esclusa)                    | tra 100 e 1500      |
| C. petraea L. Campanula del Monte Baldo                      | L'infiorescenza è formata da fiori disposti in capolini; lo stilo sporge lungamente dalla corolla. | 20-40      | H scap (perenne)                    | Subendemico                       | Rupi, rocce, vecchi muri su calcare           | Prealpi Veronesi (rara)                               | tra 100 e 1000      |
| C. pyramidalis L. Campanula adriatica                        | I fiori, raccolti in pannocchie fogliose, sono colorati di azzurro pallido o violaceo chiaro; le foglie sono provviste di denti ghiandolosi. | 40-200     | H scap (perenne) / H bienn (bienne) | Illirico                          | Rupi e pietraie                               | Nord Est (rara)                                       | fino a 600          |
| C. raineri Perpenti Campanula dell'arciduca                  | I denti del calice hanno uno o più dentelli sui bordi; la corolla è lunga 30–40 mm. | 5 – 10     | H scap (perenne)                    | Endemico                          | Rupi e fessure calcaree                       | Nord Est (rara)                                       | tra 600 e 2000      |
| C. ramosissima S. & S. Campanula ramosissima                 | I fusti non sono dicotomi, il portamento è eretto o ascendente; la corolla è lunga 10–30 mm con un breve tubo; la deiscenza della capsula è nella metà apicale. | 20-40      | T scap (annua)                      | Illirico                          | Incolti e campi                               | Nord (rara)                                           | tra 50 e 300        |
| C. rapunculoides L. Campanula serpeggiante                   | La superficie delle foglie è verde, ispida o subglabra; la forma dell'infiorescenza è unilaterale con fiori penduli. | 30-100     | H scap (perenne)                    | Europeo – Caucasico               | Boscaglie, cedui, siepi e vigne               | Nord (comune)                                         | fino a 1400         |
| Campanula rapunculus L. Campanula commestibile               | Le radici sono ingrossate e fusiformi; i peduncoli dei fiori hanno delle brattee inserite vicino alla base. | 30-100     | H bienn (bienne)                    | Paleotemperato                    | Campi, incolti, vigne e oliveti               | Ovunque comune (isole escluse)                        | fino a 1500         |
| Campanula reatina Lucchese                                   | La pianta è glabra. | 4-20       | H scap (perenne)                    | Endemica                          | Rupi e vecchi muri ombrosi                    | Lazio                                                 | fino a 1000         |
| C. rhomboidalis L. Campanula romboidale                      | I fusti sono eretti, elevati e multiflori; le foglie cauline sono larghe e a forma rombica. | 20-50      | H scap (perenne)                    | Endemico – Ovest Alpico           | Prati e pascoli                               | Nord Est (comune)                                     | tra 900 e 2800      |
| C. rotundifolia L. Campanula soldanella                      | L'infiorescenza è pauciflori (pochi fiori sciolti; il più delle volte un solo fiore); il colore è blu chiaro, esistono anche varietà bianche; le antere hanno un delicato colore blu lavanda; alla base del fusto è disposta una rosetta basale di foglie rotonde o reniformi.           | 10-60      | H scap (perenne)                    | Nord e Centro Europeo             | Prati, pendii sassosi, muri e rupi            | Nord (comune)                                         | tra 100 e 2000      |
| C. sabatia De Not. Campanula di Savona                       | Le infiorescenze sono formate da fiori isolati all'apice di lunghi rami; la capsula è quasi lignificata. | 20-30      | H scap (perenne)                    | Endemico                          | Rupi calcaree                                 | Liguria (comune)                                      | fino a 500          |
| C. scheuchzeri Vill. Campanula di Scheuchzer                 | Il fiore è unico (o quasi); il calice è diviso in denti triangolari. | 10-30      | H scap (perenne)                    | Orofita – Sud Europeo             | Pascoli alpini, brughiere e cespuglieti       | Nord/Centro (comune)                                  | tra 1400 e 2600     |
| C. sibirica L. Campanula siberiana                           | I fiori, di colore lillacino o bianco, sono penduli o reclinati verso il basso; l'infiorescenza è formata da grappoli di 20 o più fiori disposti strettamente. | 20-60      | H bienn (bienne)                    | Sud Est Europeo – Sud Siberiano   | Incolti aridi e margini dei boschi            | Nord (comune) e parte del Centro (regioni adriatiche) | fino a 1000         |
| C. spicata L. Campanula spicata                              | L'infiorescenza è di tipo lineare, acuta all'apice; i denti del calice sono 2-3 volte più lunghi che larghi; il colore della corolla è azzurro violaceo. | 40-100     | H scap (perenne) / H bienn (bienne) | Endemico – Alpico                 | Pietraie, rupi e greti calcarei               | Nord e Centro (rara)                                  | tra 400 e 2500      |
| C. thyrsoides L. Campanula gialla                            | Le foglie e fiori sono sessili; questi ultimi sono raccolti in numero di 40-50 in una spiga dal colore giallastro detta anche “infiorescenza di tirso”. | 30-70      | H bienn (bienne) / H bienn (bienne) | Orofita – Sud Est Europeo         | Pascoli montani sassosi e cespugliosi         | Nord (rara)                                           | tra 400 e 1800      |
| C. trachelium L. Campanula selvatica                         | I fiori sono raccolti in un'infiorescenza semplice ma a volte anche ramosa; la base delle foglie inferiori è cordata e la superficie è ruvida; corolla larga 14–15 mm, lunga 30–40 mm.                                                                                                   | 30-100     | H scap (perenne)                    | Paleotemperato                    | Boschi submediterranei, cedui e cespuglieti   | È comune ovunque (Sardegna esclusa)                   | fino a 1500         |
| C. trichocalycina Ten. Campanula delle faggete               | Il fusto è eretto e multifloro; le foglie sono lanceolate e sessili; la corolla è divisa profondamente. | 40-80      | H scap (perenne)                    | Orofita – Nord Est Mediterraneo   | Boschi di latifoglie (faggete)                | Sud (rara)                                            | tra 1500 e 1900     |
| C. versicolor Hawkins Campanula pugliese                     | Il fusto è multifloro con foglie glabre e lucide; i denti delle foglie non sono ghiandolosi. | 30-40      | H scap (perenne)                    | Orofita – Nord Est Mediterraneo   | Rupi e macereti                               | Puglie (rara)                                         | fino a 400          |

### Specie presenti in Europa
Oltre alle specie sul suolo italiano nel resto dell'Europa (e areale del Mediterraneo) sono presenti le seguenti specie di Campanula (a lato è indicata la distribuzione europea/mediterranea):
A
- Campanula abietina Griseb., 1892 – Penisola Balcanica e Ucraina
- Campanula acutiloba Vatke, 1874 – Anatolia
- Campanula adsurgens Leresche & Levier, 1879 – Spagna
- Campanula affinis Schult., 1819 – Spagna
- Campanula afganica Pomel, 1875 – Algeria e Tunisia
- Campanula aghrica Kit Tan & Sorger, 1984 – Anatolia
- Campanula aizoides Greuter, 1972 – Grecia e Isola di Creta
- Campanula aizoon Boiss. & Spruner, 1844 – Grecia e Isola di Creta
- Campanula ajugifolia Schult., 1819 – Anatolia
- Campanula akgulii Altan, 1998 – Anatolia
- Campanula aktascii Aytaç & H. Duman, 2013 – Anatolia
- Campanula alata Desf., 1798 – Penisola Iberica, Tunisia e Algeria
- Campanula alliariifolia Willd., 1798 – Anatolia e Transcaucasia
- Campanula amorgina Rech. f., 1936 – Grecia
- Campanula anchusiflora Sm., 1806 – Grecia
- Campanula andina Rupr., 1867 – Transcaucasia
- Campanula antalyensis Ayasligil & Kit Tan, 1984 – Anatolia
- Campanula antiatlantica Maire & al., 1938 – Marocco
- Campanula antilibanotica (P. H. Davis) Greuter & Burdet, 1981 – Libano e Siria
- Campanula aparinoides Pursh, 1814 – Finlandia
- Campanula argentea Lam., 1785 – Anatolia
- Campanula armena Steven, 1812 – Anatolia e Transcaucasia
- Campanula arvatica Lag., 1805 – Spagna
- Campanula asperuloides (Boiss. & Orph.) Engl., 1897 – Grecia
- Campanula atlantis Gattefossé & al., 1937 – Marocco
- Campanula autraniana Albov, 1894 – Transcaucasia
- Campanula axillaris Boiss. & Balansa, 1856 – Anatolia

B
- Campanula baborensis Quézel, 1953 – Algeria
- Campanula balansae Boiss. & Hausskn., 1875 – Anatolia
- Campanula baumgartenii Becker, 1827 – Francia e Germania
- Campanula bayerniana Rupr., 1867 – Transcaucasia
- Campanula bellidifolia Adams, 1805 – Anatolia e Transcaucasia
- Campanula betonicifolia Sm., 1806 – Anatolia
- Campanula betulifolia K. Koch, 1850 – Anatolia
- Campanula bipinnatifida P. H. Davis, 1956 – Anatolia
- Campanula bluemelii Halda, 1989 – Anatolia
- Campanula bordesiana Maire, 1929 – Algeria e Libano
- Campanula bornmuelleri Nábelek, 1926 – Anatolia
- Campanula buseri Damboldt, 1976 – Anatolia, Libano e Siria

C
- Campanula cabeduzoi Cano-Maq. & Talavera, 2007 – Spagna
- Campanula calaminthifolia Lam., 1785 – Grecia
- Campanula calcarata Sommier & Levier, 1895 – Transcaucasia
- Campanula camptoclada Boiss., 1849 – Israele, Libano e Siria
- Campanula cantabrica Feer, 1890 – Spagna
- Campanula carpatha Halácsy, 1902 – Isola di Creta
- Campanula carpatica Jacq., 1770 – Europa centrale
- Campanula celsii A. DC., 1830 – Grecia
- Campanula chalcidica (Buser) Engl., 1897 – Grecia
- Campanula choruhensis Kit Tan & Sorger, 1982 – Anatolia
- Campanula ciliata Steven, 1812 – Transcaucasia
- Campanula collina Sims, 1806 – Anatolia e Transcaucasia
- Campanula columnaris Contandr. & al., 1974 – Grecia
- Campanula conferta A. DC., 1839 – Anatolia
- Campanula constantini Beauverd & Topali, 1937 – Grecia
- Campanula coriacea H. Davis, 1962 – Anatolia
- Campanula crassipes Heuff., 1858 – Penisola Balcanica
- Campanula cretica (A. DC.) D. Dietr., 1839 – Grecia e Isola di Creta
- Campanula crispa Lam., 1785 – Anatolia e Transcaucasia
- Campanula cymaea Phitos, 1964 – Grecia
- Campanula cymbalaria Sm., 1806 – Anatolia

D
- Campanula damascena Labill., 1812 – Israele, Libano e Siria
- Campanula damboldtiana P. H. Davis & Sorger, 1979 – Anatolia
- Campanula davisii Turrill, 1956 – Anatolia
- Campanula decumbens A. DC., 1830 – Spagna
- Campanula delicatula Boiss., 1849 – Grecia, Anatolia, Cipro e Isola di Creta
- Campanula demirsoyi Kandemir, 2008 – Anatolia
- Campanula dimorphantha Schweinf., 1867 – Egitto
- Campanula drabifolia Sm., 1806 – Grecia, Anatolia, Cipro e Isola di Creta
- Campanula dulcis Decne., 1834 – Giordania e Penisola del Sinai
- Campanula dzaaku Albov, 1894 – Transcaucasia
- Campanula dzyschrica Kolak., 1951 – Transcaucasia

E
- Campanula ekimiana Güner, 1985 – Anatolia
- Campanula embergeri Litard. & Maire, 1931 – Marocco
- Campanula engurensis Kharadze, 1938 – Transcaucasia
- Campanula euboica Phitos, 1965 – Grecia
- Campanula euclasta Boiss., 1849 – Libano e Siria

F
- Campanula fastigiata Schult., 1819 – Spagna, Anatolia e Magreb
- Campanula filicaulis Durieu, 1849 – Magreb
- Campanula flaccidula Vatke, 1874 – Anatolia
- Campanula formanekiana Degen & Dörfl., 1899 – Penisola Balcanica
- Campanula fruticulosa (O. Schwarz & P. H. Davis) Damboldt, 1976 – Anatolia

G
- Campanula goulimyi Turrill, 1955 – Grecia
- Campanula grossekii Heuff., 1933 – Penisola Balcanica (orientale)
- Campanula guinochetii Quézel, 1953 – Marocco

H
- Campanula hagielia Boiss., 1875 – Anatolia
- Campanula hakkiarica P. H. Davis, 1962 – Anatolia
- Campanula haradjanii Rech. f., 1950 – Anatolia
- Campanula hawkinsiana Hausskn. & Heldr., 1887 – Grecia e Albania
- Campanula hedgei P. H. Davis, 1962 – Anatolia
- Campanula hercegovina Degen & Fiala, 1894 – Penisola Balcanica (nord-occidentale)
- Campanula herminii Hoffmanns. & Link, 1820 – Penisola Iberica
- Campanula heterophylla L., 1753 – Grecia
- Campanula hieracioides Kolak., 1947 – Transcaucasia
- Campanula hierapetrae Rech. f., 1935 – Isola di Creta
- Campanula hierosolymitana Boiss., 1849 – Libano, Israele, Giordania e Siria
- Campanula hofmannii (Pant.) Greuter & Burdet, 1981 – Bosnia-Erzegovina
- Campanula hypopolia Trautv., 1876 – Transcaucasia

I
- Campanula iconia Phitos, 1965 – Anatolia
- Campanula incurva A. DC., 1839 – Grecia
- Campanula involucrata A. DC., 1839 – Anatolia
- Campanula isaurica Contandr. & al., 1971 – Anatolia

J
- Campanula jacquinii (Sieber) A. DC., 1830 – Penisola Balcanica (meridionale)
- Campanula jadvigae Kolak., 1953 – Transcaucasia
- Campanula jaubertiana Timb.-Lagr., 1868 – Francia e Spagna
- Campanula jurjurensis Pomel, 1875 – Algeria
- Campanula justiniana Witasek, 1906 – Slovenia e Croazia

K
- Campanula kachetica Kantsch., 1931 – Transcaucasia
- Campanula karadjana Bocquet, 1968 – Anatolia
- Campanula kirikkaleensis Dönmez & Güner, 1994 – Anatolia
- Campanula kladniana (Schur) Witasek, 1902 – Romania e Ucraina
- Campanula kolakovskyi Kharadze, 1947 – Transcaucasia
- Campanula kolenatiana Rupr., 1867 – Transcaucasia
- Campanula kotschyana A. DC., 1839 – Anatolia
- Campanula koyuncui H. Duman, 1999 – Anatolia

L
- Campanula laciniata L. – Grecia e Isola di Creta
- Campanula lactiflora M. Bieb., 1808 – Transcaucasia e Anatolia
- Campanula lanata Friv., 1836 – Penisola Balcanica
- Campanula latiloba A. DC., 1839 – Anatolia
- Campanula lazica (Boiss. & Balansa) Kharadze, 1949 – Anatolia
- Campanula ledebouriana Trautv., 1873 – Anatolia
- Campanula leucosiphon Boiss. & Heldr., 1849 – Anatolia
- Campanula lezgina (Lipsky) Kolak. & Serdyuk., 1980 – Transcaucasia
- Campanula lusitanica L., 1758 – Penisola Iberica e Marocco
- Campanula lycica Kit Tan & Sorger, 1987 – Anatolia
- Campanula lyrata Lam., 1785 – Transcaucasia, Anatolia e Giordania

M
- Campanula macrochlamys Boiss. & A. Huet, 1856 – Transcaucasia e Anatolia
- Campanula macrostachya Willd., 1809 – Europa sud-orientale e Anatolia
- Campanula macrostyla Boiss. & Heldr., 1849 – Anatolia
- Campanula mairei Maire, 1928 – Marocco
- Campanula mardinensis Bornm. & Sint., 1905 – Anatolia
- Campanula massalskyi Fomin, 1905 – Anatolia
- Campanula merxmuelleri Phitos, 1963 – Grecia
- Campanula minsteriana Grossh., 1936 – Anatolia
- Campanula mirabilis Albov, 1895 – Transcaucasia
- Campanula mollis L., 1762 – Spagna, Marocco e Algeria
- Campanula monodiana Maire, 1943 – Libia
- Campanula munzurensis P. H. Davis, 1962 – Anatolia
- Campanula myrtifolia Boiss. & Heldr., 1849 – Anatolia

N
- Campanula nisyria Papatsou & Phitos, 1975 – Isole egee
- Campanula numidica Durieu, 1849 – Algeria

O
- Campanula oblongifolia (K. Koch) Kharadze, 1949 – Transcaucasia
- Campanula odontosepala Boiss., 1849 – Transcaucasia
- Campanula oligosperma Damboldt – Anatolia
- Campanula olympica Boiss., 1844 – Transcaucasia e Anatolia
- Campanula oreadum Boiss. & Heldr., 1856 – Penisola Balcanica (meridionale)
- Campanula orphanidea Boiss., 1875 – Penisola Balcanica (meridionale)
- Campanula ossetica M. Bieb., 1820 – Transcaucasia

P
- Campanula pamphylica (Contandr. & al.) Akçiçek & Vural, 2005 – Anatolia
- Campanula papillosa Halácsy, 1908 – Grecia
- Campanula paradoxa Kolak., 1976 – Transcaucasia
- Campanula pelviformis Lam., 1785 – Isola di Creta
- Campanula pendula M. Bieb., 1808 – Transcaucasia
- Campanula peregrina L., 1771 – Anatolia, Siria, Libano e Israele
- Campanula persica A. DC. – Anatolia
- Campanula peshmenii Güner, 1983 – Anatolia
- Campanula petrophila Rupr., 1867 – Transcaucasia
- Campanula phrygia Jaub. & Spach, 1848 – Mediterraneo orientale
- Campanula phyctidocalyx Boiss. & Noë, 1856 – Anatolia
- Campanula pichleri Vis., 1872 – Penisola Balcanica
- Campanula pinnatifida Hub.-Mor., 1963 – Anatolia
- Campanula podocarpa Boiss., 1849 – Anatolia
- Campanula pontica Albov, 1894 – Transcaucasia e Anatolia
- Campanula portenschlagiana Schult., 1819 – Penisola Balcanica (nord-occidentale)
- Campanula postii (Boiss.) Engl., 1897 – Anatolia e Siria
- Campanula precatoria Timb.-Lagr., 1873 – Francia e Spagna
- Campanula propinqua Fisch. & C. A. Mey., 1835 – Anatolia
- Campanula psilostachya Boiss. & Kotschy, 1856 – Anatolia
- Campanula ptarmicifolia Lam., 1785 – Anatolia
- Campanula pterocaula Hausskn., 1905 – Anatolia
- Campanula pubicalyx (P. H. Davis) Damboldt, 1976 – Anatolia
- Campanula pulla L., 1753 – Anatolia
- Campanula pulvinaris Hausskn. & Bornm., 1905 – Anatolia

Q
- Campanula quercetorum Hub.-Mor. & C. Simon, 1963 – Anatolia

R
- Campanula raddeana Trautv., 1866 – Georgia
- Campanula radicosa Bory & Chaub., 1838 – Grecia
- Campanula radula Tchich., 1860 – Transcaucasia
- Campanula raveyi Boiss., 1844 – Anatolia
- Campanula rechingeri Phitos, 1965 – Grecia
- Campanula reiseri Halácsy, 1896 – Grecia
- Campanula reuteriana Boiss. & Balansa, 1856 – Anatolia e Siria
- Campanula rimarum Boiss., 1875 – Anatolia
- Campanula romanica Savul., 1916 – Romania
- Campanula rupestris Sm., 1806 – Grecia
- Campanula rupicola Boiss. & Spruner, 1846 – Grecia

S
- Campanula sarmatica Ker Gawl., 1817 – Transcaucasia
- Campanula sartorii Boiss. & Heldr., 1875 – Grecia
- Campanula sauvagei Quézel, 1953 – Marocco
- Campanula saxatilis L., 1753 – Grecia e Isola di Creta
- Campanula saxifragoides Doum., 1899 – Marocco e Algeria
- Campanula saxonorum Gand., 1921 – Anatolia
- Campanula sciathia Phitos, 1964 – Grecia
- Campanula sclerophylla (Kolak.) Ogan., 1995 – Transcaucasia
- Campanula sclerotricha Boiss., 1849 – Anatolia
- Campanula scoparia (Boiss. & Hausskn.) Damboldt, 1969 – Anatolia
- Campanula scopelia Phitos, 1964 – Grecia
- Campanula scutellata Griseb., 1846 – Penisola Balcanica (meridionale)
- Campanula secundiflora Vis. & Pancic, 1863 – Penisola Balcanica (centrale)
- Campanula semisecta Murb., 1897 – Spagna
- Campanula seraglio Kit Tan & Sorger, 1984 – Anatolia
- Campanula serhouchenensis Dobignard, 2002 – Marocco
- Campanula serrata (Schult.) Hendrych, 1962 – Spagna e Europa centro-orientale
- Campanula sidoniensis Boiss. & C. I. Blanche, 1856 – Israele e Libano
- Campanula sivasica Kit Tan & Yildiz, 1988 – Anatolia
- Campanula sommieri Kharadze, 1947 – Transcaucasia
- Campanula sparsa Friv., 1840 – Penisola Balcanica
- Campanula spatulata Sm., 1806 – Penisola Balcanica (meridionale)
- Campanula speciosa Pourr., 1788 – Francia e Spagna
- Campanula specularioides Coss., 1849 – Spagna
- Campanula stellaris Boiss., 1849 – Anatolia – Asia mediterranea
- Campanula stevenii M. Bieb., 1819 – Europa orientale, Transcaucasia e Anatolia
- Campanula stricta L., 1762 – Anatolia e Libano
- Campanula strigillosa Boiss., 1854 – Anatolia
- Campanula strigosa Banks & Sol., 1794 – Anatolia – Asia mediterranea
- Campanula suanetica Rupr., 1867 – Georgia
- Campanula sulphurea Boiss., 1849 – Egitto – Asia mediterranea

T
- Campanula telephioides Boiss. & Hausskn., 1875 – Anatolia
- Campanula telmessi Hub.-Mor. & Phitos, 1976 – Anatolia
- Campanula teucrioides Boiss., 1844 – Anatolia
- Campanula tomentosa Lam., 1785 – Anatolia
- Campanula tommasiniana W. D. J. Koch, 1852 – Croazia
- Campanula trichopoda Boiss., 1849 – Libano e Siria
- Campanula tridentata Schreb., 1766 – Transcaucasia e Anatolia
- Campanula troegerae Damboldt, 1976 – Anatolia
- Campanula tubulosa Lam., 1785 – Isola di Creta
- Campanula tymphaea Hausskn., 1887 – Penisola Balcanica (meridionale)

U
- Campanula uniflora L., 1753 – Penisola scandinava e Russia (nord)

V
- Campanula vaillantii Quézel, 1955 – Marocco
- Campanula velata Pomel, 1874 – Marocco e Algeria
- Campanula veneris Carlström, 1986 – Cipro

W
- Campanula waldsteiniana Schult., 1819 – Croazia
- Campanula wanneri Rochel, 1828 – Penisola Balcanica

Y
- Campanula yaltirikii H. Duman, 1999
- Campanula yildirimlii Kit Tan & Sorger, 1986 – Anatolia

Z
- Campanula zangezura (Lipsky) Kolak. & Serdyuk., 1980 – Transcaucasia

### Sinonimi
Il genere ha avuto nel tempo diverse nomenclature. L'elenco seguente indica alcuni sinonimi più frequenti:
- Annaea Kolak., 1979
- Astrocodon Fes., 1957
- Brachycodon Fed., 1957
- Brachycodonia Fed., 1961
- Campanulastrum Small, 1903
- Diosphaera Feer, 1894
- Echinocodonia Kolak., 1994
- Echinocodon Kolak., 1986
- Gadellia Shulkina, 1979
- Hemisphaera Kolak., 1984
- Hyssaria Kolak., 1981
- Mzymtella Kolak., 1981
- Neocodon Kolak. e Serdyuk., 1982
- Popoviocodonia Fed., 1957
- Pseudocampanula Kolak., 1980
- Roucela Dumort., 1822
- Symphyandra A. DC., 1830
- Tracheliopsis Buse, 1894

### Generi simili
Molti generi, che appartengono sempre alla famiglia delle Campanulaceae, si avvicinano a Campanula per una o più caratteristiche morfologiche. Di seguito un breve ed incompleto elenco dei generi simili:
- Adenophora Fisch. – Campanella (nome comune del genere): vi appartiene la specie Adenophora lilliifolia (L.) DC. (nome comune: Campanella odorosa), unica del genere Adenophora presente in Italia; si trova al nord sulle Alpi dai 300 ai 800 m s.l.m.. Può essere facilmente presa per una specie del genere Campanula.
- Michauxia Heritier: piante originarie o dell'America settentrionale o dell'Asia, in Italia si trovano solo se importate o coltivate.
- Phyteuma L. – Raponzolo (nome comune del genere): i fiori sono spesso a forma campanulata, mediamente molto piccoli, tubolari e sempre raccolti in dense infiorescenze a spiga.
- Legousia Durande (sinonimo = Specularia DC.) – Specchio di Venere (nome comune del genere): ci sono 4 specie spontanee in Italia; si differenziano dal genere Campanula in quanto le corolle sono espanse ed appiattite, con i denti del calice vistosamente patenti e più lunghi della corolla.
- Wahlenbergia Schrader – Wahlenbergia (nome comune del genere): un'unica specie presente in Italia, Wahlenbergia nutabunda (Guss.) DC. (nome comune: Wahlenbergia), vive al sud. È molto simile ad alcune specie del genere Campanula.
- Trachelium L. – Trachelio (nome comune del genere): due sono le specie presenti in Italia. Si distinguono soprattutto per l'infiorescenza che è tipicamente corimbosa.
- Platycodon DC.: anche queste sono piante esotiche (Cina, Manciuria, Siberia e Giappone) e quindi difficilmente presenti in Italia; sono caratterizzate dalle corolle campanulate molto sviluppate ed appariscenti. In Italia sono importate come piante decorative.

In questi generi è possibile trovare varie specie che nel passato facevano parte del genere Campanula (ad esempio la Specularia speculum una volta era una Campanula speculum, la Platycodon grandiflorum si chiamava Campanula grandiflora).

## Usi

### Cucina
La specie commestibile più conosciuta è la C. rapunculus. Si consumano le radici carnose raccolte prima dell'inizio della fioritura. Altre specie alimentari sono C. rapuncoloides e C. persicifolia. Le notizie dell'impiego in cucina di queste piante si trovano nel “Théàtre d'agriculture”  dell'agronomo francese Oliviero de Serres (1539-1619). Altri autori europei, come lo scrittore e umanista François Rabelais (1494-1553) nel suo Gargantua e Pantagruel, ne consigliavano l'uso come insalate estive o autunnali. 
In Inghilterra molte specie giunsero importate inizialmente per la coltivazione orticola, poi diventate ornamentali. È il caso della C. medium e della C. persicifolia, individuate in Inghilterra alla fine del Cinquecento dal botanico inglese John Gerard (1545-1612): sono proprie della flora spontanea mediterranea, e quindi del tutto ignote al clima insulare inglese. Ancor più eloquente è il caso della C. pyramidalis (sempre raccolta in Inghilterra da Gerad) che è reperibile allo stato spontaneo solamente nella pianura veneta e friulana.

### Giardinaggio
Esistono illustrazioni del XV secolo che mostrano senza dubbio che le campanule erano già al tempo coltivate in vasi o conche. Nel XVIII secolo nei giardini e nelle coltivazioni orticole si riscontrava una ventina di specie; il numero aumentò nel secolo successivo grazie allo sviluppo delle importazioni europee da altri continenti. Oggi, soprattutto nei giardini, si coltiva una sessantina di specie. 
Varie sono le specie coltivate come piante ornamentali che si prestano per formare aiuole e bordure nei giardini, per crescere in vaso sui terrazzi, e industrialmente per la produzione del fiore reciso.
Tra le annuali e biennali più utilizzate, la C. longystila a fiore blu-lilla cupo di origine caucasica, la C. ramosissima con grandi fiori colorati di violetto, celeste-lilla e bianco di origine europea, la C. medium con fiori variamente colorati e spesso doppi.
Le perenni, coltivate come annuali, scartando quindi le piantine sfiorite, sono la C. barbata spontanea, con fiori azzurro pallido, la C. thyrsoides dai fiori gialli e la C. isophylla, nota volgarmente come stella d'Italia, con grandi fiori bianchi o azzurri numerosissimi, che ricoprono il fogliame verde chiaro; raggiunge i 30 cm e può essere coltivata in vasi pensili. 
Tra le perenni coltivate come biennali la C. medium, molto decorativa con grandi fiori vistosi, varietà come la calycanthea dai colori rosa, viola, ecc.
Tra le specie perenni ricordiamo la C. fragilis dai fiori bianchi e celesti, la C. persicaefolia, spontanea in varie parti del mondo con fiori colorati di blu, azzurro chiaro o bianco, di grande sviluppo, con steli alti fino a 1 m, coltivata per la produzione del fiore reciso, la C. portenschlagiana (sinonimo di C. muralis) con fiori azzurro brillante, la C. pyramidalis coltivabile in vaso, la C. carpatica, la C. fragilis e la C. alliariifolia per decorare giardini rocciosi.

### Coltivazione
Le piante di questo genere preferiscono posizioni a mezzo sole, con terreno soffice, ricco di sostanze organiche e fresco, in zone con buona umidità ambientale.
Le Campanula perenni coltivate in vaso vanno rinvasate in primavera, utilizzando terriccio universale; è da fare la regolare potatura della chioma cimando i getti apicali per favorire un aspetto più compatto e per stimolare la fioritura. Concimazioni ogni due settimane, con fertilizzante liquido nel periodo della fioritura. Annaffiature generose e frequenti nebulizzazioni nel periodo più caldo.
Le annuali si seminano all'inizio della primavera o in autunno facendo svernare le piantine sottovetro, le biennali o le perenni coltivate come annuali vengono seminate entro giugno per la fioritura nella primavera successiva. Le perenni si moltiplicano con la semina, o per via agamica con la divisione dei cespi, separando i numerosi germogli che la pianta emette attorno al vecchio ceppo dopo la fioritura, come nella specie C. persicifolia.
Alcune larve di lepidotteri utilizzano le piante del genere Campanula come alimento. Tra le varie larve citiamo quella della falena Eupithecia vulgata e Eupithecia centaureata (della famiglia delle Geometridae), delle falene Melanchra persicariae, Diarsia mendica e Amphipyra tragopoginis (della famiglia delle Noctuidae).